# Grube Messel

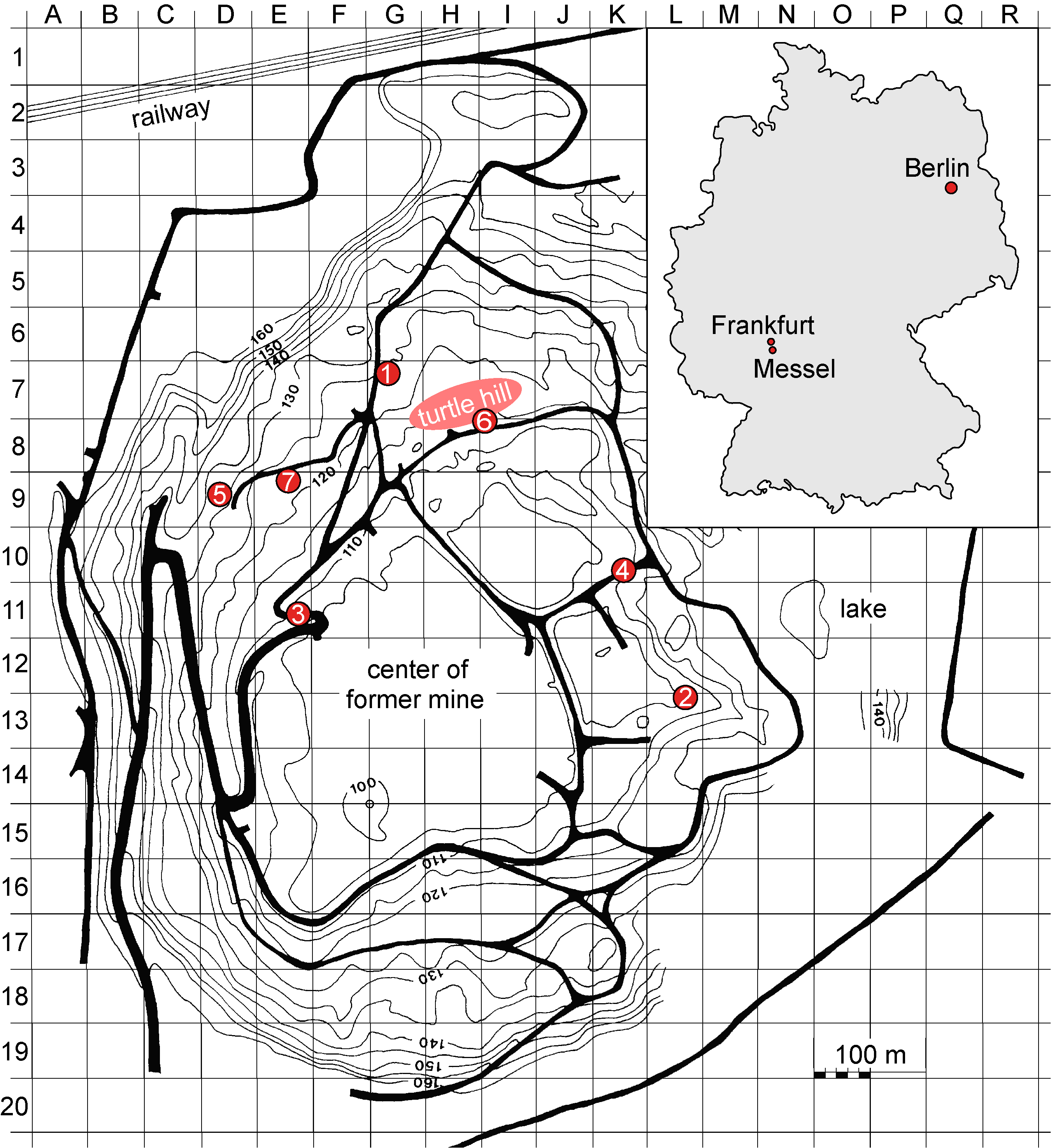
Lageplan der im südlichen Rhein-Main-Gebiet gelegenen Grube Messel mit Fundorten

Die Grube Messel ist ein stillgelegter Ölschiefer-Tagebau und eine international bedeutende Fossilfundstätte in Messel (Ortsteil Grube Messel) im Landkreis Darmstadt-Dieburg in Hessen. Wegen der hervorragenden Qualität der dort geborgenen Fossilien aus dem Eozän wurde sie 1995 zum UNESCO-Weltnaturerbe ernannt.
Bislang wurden dort Vertreter aller Wirbeltiergroßgruppen sowie Insekten und Pflanzen gefunden. Die bekanntesten Vertreter der Messel-Fauna sind wohl die beiden frühen Pferdeartigen Propalaeotherium und Eurohippus, von denen bislang über 70 Individuen ausgegraben wurden. Weitere bedeutende Funde sind der Kranichvogel Messelornis cristata und Darwinius masillae („Ida“), ein früher Primat.

## Geschichte

### Von den Anfängen bis 1970

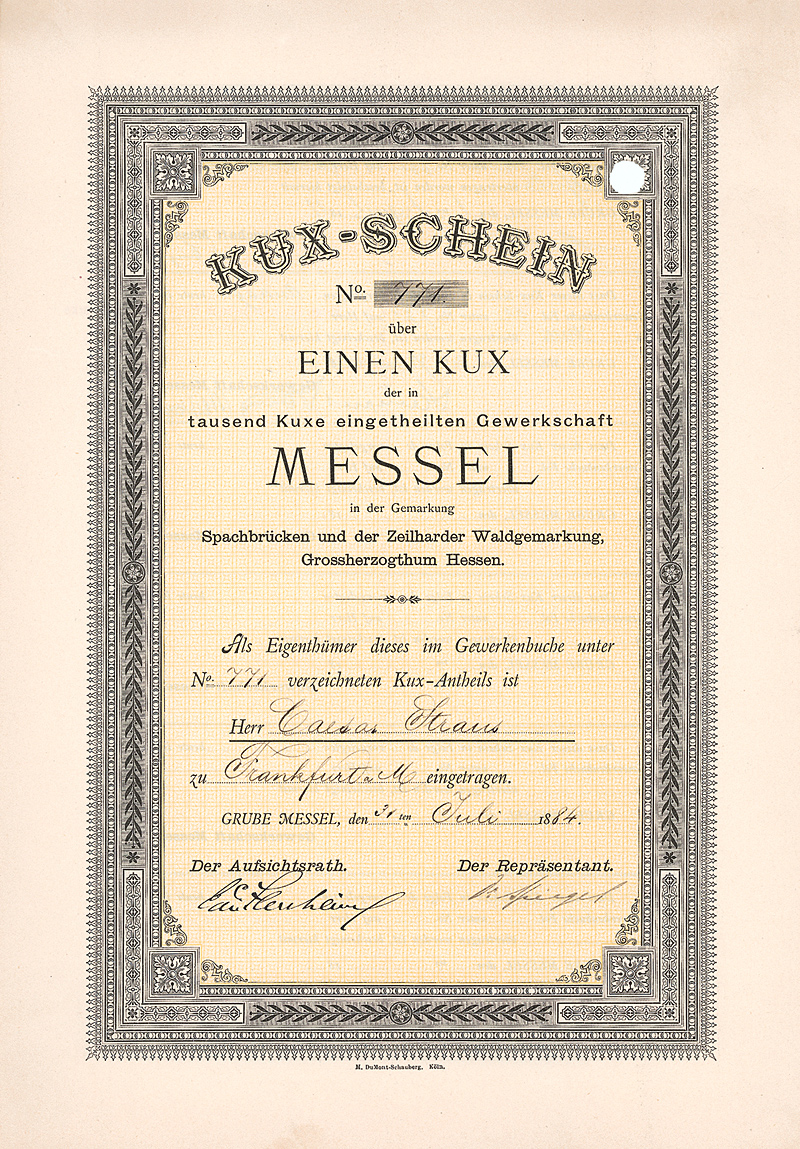
Kux-Schein der Gewerkschaft Messel vom 31. Juli 1894

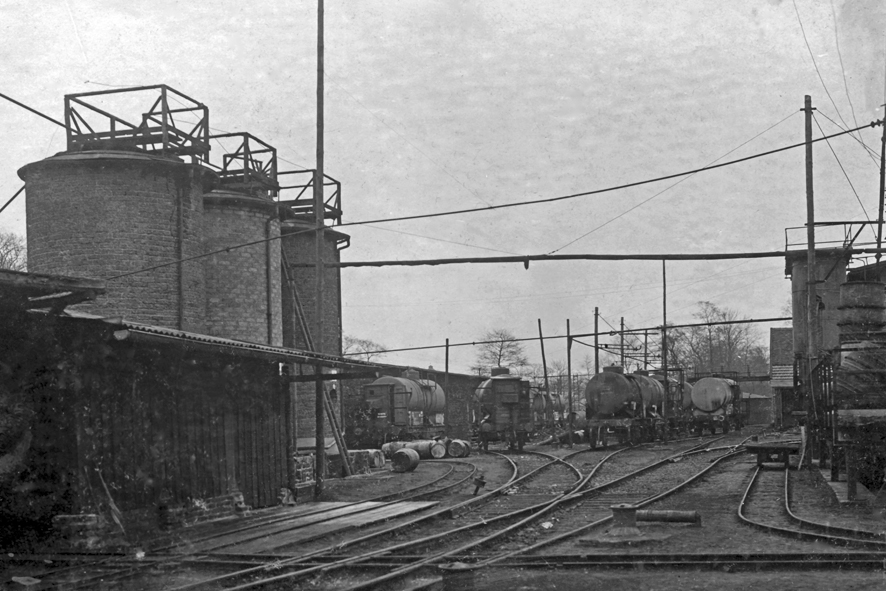
Ölverladeanlage des Paraffin- und Mineralölwerks Messel (1930er Jahre)

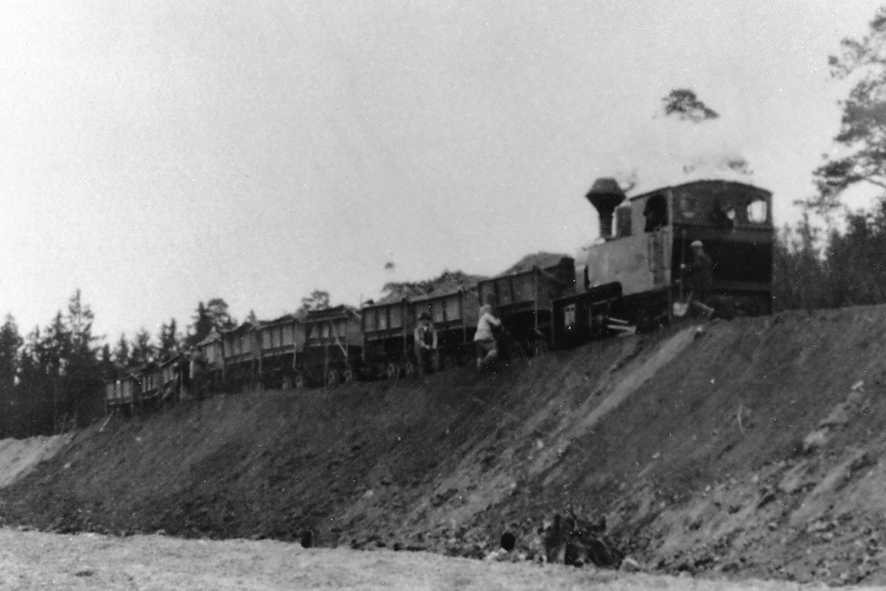
Zug der Abraumbahn der Grube Messel auf der Abraumhalde vor dem Abkippen (vor 1950)

Die Bergbaugeschichte der Grube Messel begann 1859 mit der Errichtung einer Raseneisenerzgrube. Beim Abbau des Erzes stieß man auf die braunkohleartigen Verlandungshorizonte des Messeler Sees, die anfangs ebenfalls noch abgebaut wurden. Schließlich stieß man bis zum Ölschiefer vor, auf dessen Gewinnung sich der Abbaubetrieb bis zur Schließung der Grube im Jahre 1971 konzentrierte.
Der Ölschiefer wurde ab den 1880er Jahren von der eigens dazu gegründeten Gewerkschaft Messel abgebaut und in unmittelbarer Nachbarschaft zur Grube zur Gewinnung von Erdölprodukten verschwelt. Für die Beförderung der Bergbauprodukte aus der Grube und der Abfallprodukte aus der Verschwelung auf die Halden bestanden verschiedene Bahnsysteme (siehe →Grubenbahnen Messel).
Bereits 1876 wurde während der ersten Versuche des Abbaus von Ölschiefer ein Alligatorenskelett gefunden (Crocodilus ebertsi). Ernst Wittich veröffentlichte 1889 eine erste umfassendere wissenschaftliche Abhandlung über die Grube Messel. 1912 erhielt das seinerzeit Großherzogliche Landesmuseum Darmstadt die Rechte an Fossilfunden aus dem Messeler Ölschiefer.
Die Gewerkschaft Messel ging 1923 in den Besitz der Stinnes-Riebeck’schen Montan- und Ölwerke AG (ab 1925 Teil der I.G. Farben) über. 1945 wurde das im Zweiten Weltkrieg schwer beschädigte Werk von der US-amerikanischen Militärverwaltung beschlagnahmt und dem I.G. Farben-Central-Office in Frankfurt am Main unterstellt, das mit der Abwicklung der I.G. Farben betraut war. Neun Jahre später, 1954, erfolgte die Gründung der Paraffin- und Mineralölwerk Messel GmbH, die vom Land Hessen die Schürfrechte an der Grube erhielt. 1959 wurde die GmbH vom schwedischen Ytong-Konzern übernommen, der dort die Schwelabfälle des Ölschiefers zu Gasbetonsteinen verarbeitete. 1962 wurde die zunehmend unrentabel gewordene Mineralölgewinnung eingestellt und Ölschiefer wurde von dort an nur noch in relativ geringen Mengen abgebaut.

### 1970–1990: Mülldeponie oder Grabungsstätte
Noch vor dem endgültigen Ende des industriellen Ölschieferabbaus fiel die Wahl bei der Suche nach einem geeigneten Standort für eine zentrale Mülldeponie für Südhessen auf die Grube Messel. Grund dafür war zum einen ihre Größe und zum anderen ihre zentrale Lage im Rhein-Main-Gebiet. Dass die Errichtung einer solchen Deponie zwangsläufig auch zum Ende der Fossilgrabungen geführt hätte, spielte in diesen Überlegungen keine größere Rolle, zumal auch Wissenschaftler seinerzeit dem Messeler Ölschiefer in dieser Hinsicht keinen außergewöhnlich hohen Wert beimaßen. Erst nach Ende des industriellen Ölschieferabbaus 1971 machten private Fossiliensammler aufsehenerregende Funde, und das unterschätzte Potenzial der Grube wurde zunehmend deutlich.
Im Jahr 1974 wurde der Zweckverband Abfallbeseitigung Grube Messel (ZAGM) gegründet und die Grube für die Öffentlichkeit gesperrt. 1975 erhielt das Forschungsinstitut Senckenberg auf eigenes Drängen hin Grabungsbeteiligung in der Grube, woraufhin seither regelmäßig Grabungen durchgeführt werden. 1976 veröffentlichte der Senckenberg-Paläontologe Jens Franzen einen Aufsatz, in dem er den Messel-Fossilien eine herausragende Bedeutung bescheinigt. 1977 beantragte der ZAGM die Planfeststellung beim Hessischen Oberbergamt bezüglich der Großdeponie. Aufgrund des mittlerweile offensichtlichen hohen wissenschaftlichen Wertes der Grube erhoben die Senckenberger Forscher 1979 Einspruch beim Oberbergamt gegen den Planfeststellungsantrag, ließen sich aber vom damaligen hessischen Ministerpräsidenten Holger Börner durch die Garantie beschwichtigen, dass der besonders fossilträchtige Westhang der Grube für weitere 20 Jahre für Grabungen offen bleibe. Nachdem das Oberbergamt 1981 per Planfeststellungsbeschluss die Errichtung und den Betrieb der Deponie genehmigt hatte, begannen im Jahr darauf die Bauarbeiten.
1984, nach Antritt einer von den Grünen tolerierten SPD-Minderheitsregierung – alle vorherigen Beschlüsse zur Deponie Grube Messel waren von einer sozialliberalen Koalition getroffen worden –, verordnete der neue Umweltminister Armin Clauss auf Druck der Grünen einen Baustopp in Messel. Der Betreiber, mittlerweile in Zweckverband Abfallbeseitigung Südhessen (ZAS) umbenannt, klagte dagegen jedoch vor dem hessischen Verwaltungsgerichtshof und bekam Recht, woraufhin die Bauarbeiten wieder aufgenommen wurden. Die hierfür benötigten Gelder wurden durch entsprechende Beschlüsse auf kommunaler Ebene (Landkreis Darmstadt-Dieburg, Stadt Darmstadt, Verbandsversammlung des ZAS) – mit Zustimmung von SPD-Delegierten – vorerst weiter zur Verfügung gestellt.
Ende 1985, zwei Jahre nach der Landtagswahl 1983, traten die Grünen offiziell in die hessische Landesregierung ein. Angesichts der Rechtslage beantragte die Rot-Grüne Regierung im folgenden Jahr beim Oberbergamt, den Planfeststellungsbeschluss wenigstens hinsichtlich der Inbetriebnahme der Deponie auszusetzen. Überdies hatten sich nach den Kommunalwahlen im Frühjahr 1985 die Mehrheitsverhältnisse auch im Landkreis Darmstadt-Dieburg zugunsten von Rot-Grün geändert. Unter anderem votierten nun die Kreistagsvertreter von SPD und Grünen in der Verbandsversammlung des ZAS zusammen mit einem Vertreter der Grünen der Stadtverordnetenversammlung der Stadt Darmstadt gegen die Bereitstellung neuer Mittel für die Finanzierung der Bauarbeiten an der Deponie und verzögerten damit deren Fertigstellung. Um diese Mittel für den Weiterbau genehmigt zu bekommen, versuchten SPD und CDU über die Stadt Darmstadt diesen Stadtverordneten der Grünen in mehreren rechtlichen Verfahren zur Zustimmung zu zwingen unter Androhung von Schadensersatz bis zu 40 Mio €. Axel Azzola als dessen Rechtsvertreter konnte dies bis 1987 erfolgreich verhindern.
Nachdem im Frühjahr 1987 eine CDU-geführte Regierung die Amtsgeschäfte in Hessen übernommen hatte, wurde der Aussetzungsantrag wieder zurückgezogen, woraufhin die Messeler Bürgerinitiative zur Verhinderung der Mülldeponie, die sich bereits in den 1970er Jahren formiert und seither erfolglos mehrere Klagen gegen die Grube angestrengt hatte, ihrerseits per Eilantrag gegen die Inbetriebnahme vor dem Verwaltungsgerichtshof in Kassel klagte und im Dezember 1987 aufgrund von Formfehlern im Planfeststellungsverfahren und neuer Gutachten zur Sicherheit der Deponie Recht bekam, was im November 1988 im Hauptverfahren bestätigt wurde. Obwohl eine Revision dieses Verfahrens vor dem Bundesverwaltungsgericht zugelassen wurde, gaben das Hessische Umweltministerium und der ZAS ihre Pläne hinsichtlich der Mülldeponie Grube Messel endgültig auf, unter anderem weil Nachbesserungen bei der Deponieplanung Kosten von ca. 300 Millionen Mark verursacht hätten. Bis dahin hatte das Projekt bereits 65 Millionen Mark verschlungen.

### Ab 1990: Erklärung zum UNESCO-Weltnaturerbe

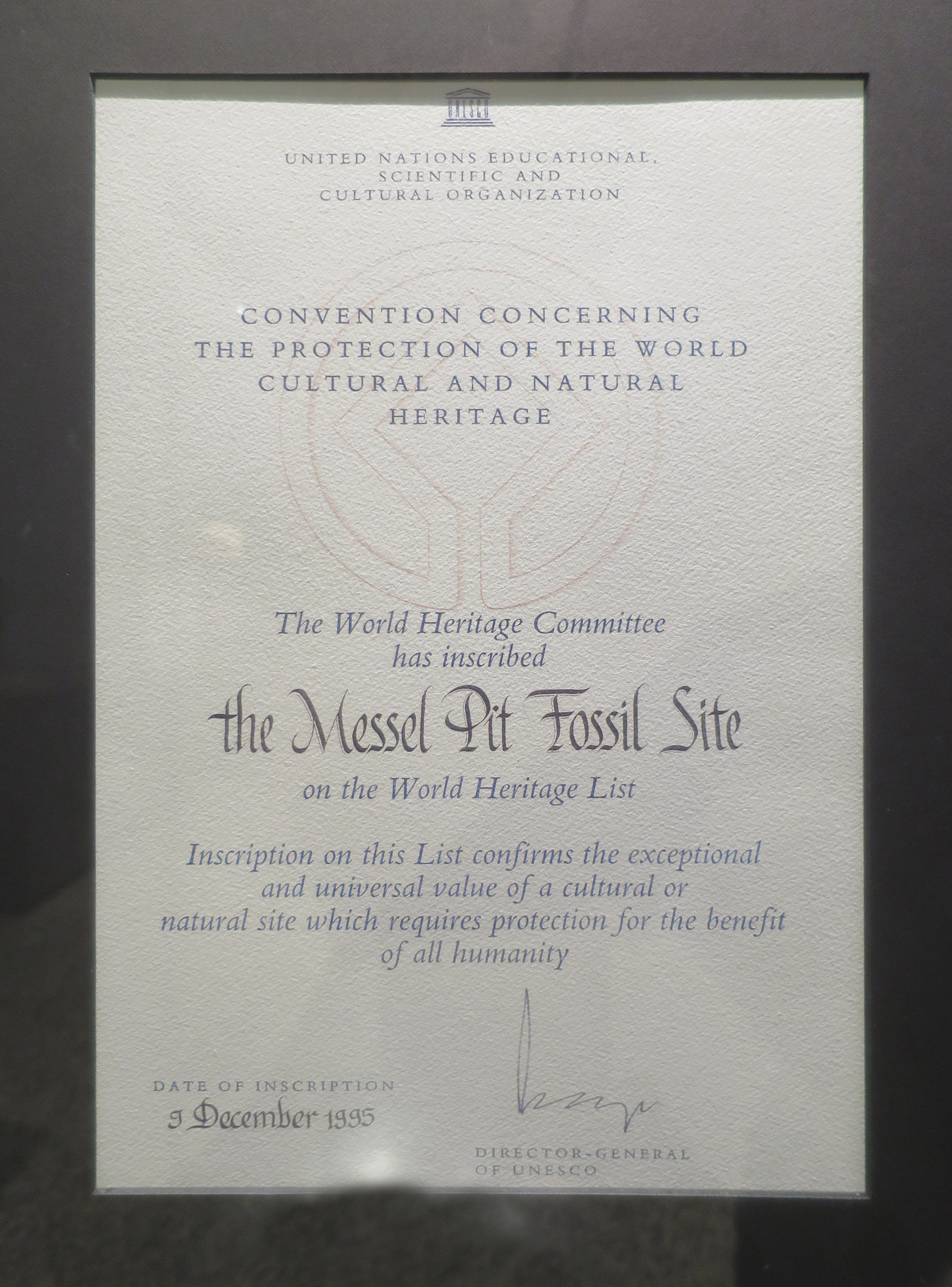
Welterbeurkunde im Hessischen Landesmuseum Darmstadt

Nachdem die Grube 1991 vom Land Hessen für 32,6 Millionen Mark gekauft worden war, übertrug es den Betrieb der Grube der Senckenbergischen Naturforschenden Gesellschaft. Die Gesellschaft baut seitdem unter bergrechtlichen Bedingungen zu wissenschaftlichen Zwecken Ölschiefer in der Grube Messel ab.
Mittlerweile war die Grube Messel aufgrund zahlreicher Funde von einzigartiger Qualität zu einer Fossillagerstätte von Weltrang aufgestiegen. Das Hessische Ministerium für Wissenschaft und Kunst beantragte daher 1994 bei der UNESCO die Aufnahme der Grube Messel in die Liste des Welterbes. Am 8. Dezember 1995 wurde sie unter dem Eintrag Messel Pit Fossil Site zum UNESCO-Weltnaturerbe erklärt.

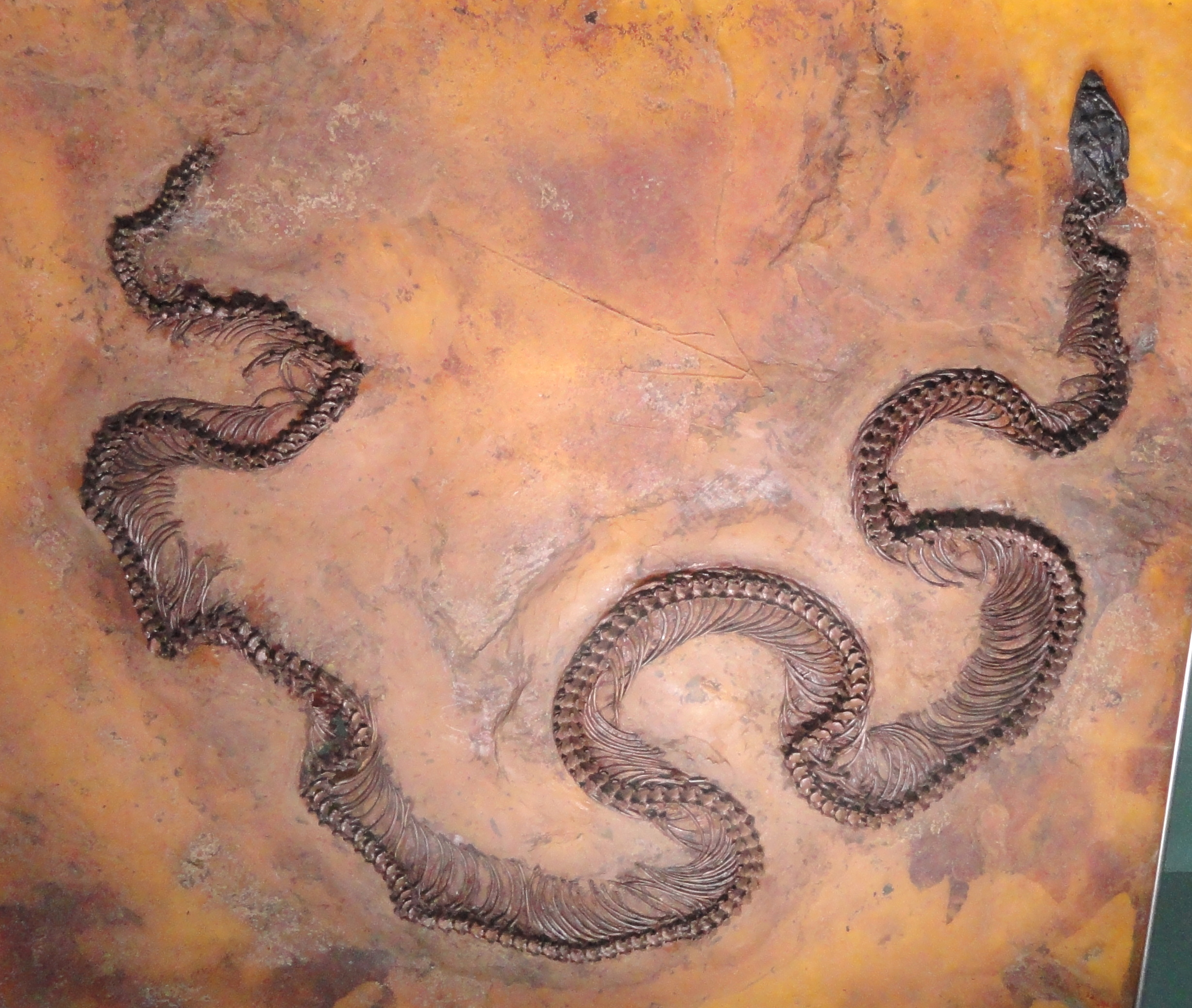
Eoconstrictor fischeri

Joschka Fischer hatte sich als hessischer Umweltminister gegen eine Nutzung der Grube als Mülldeponie engagiert und 1991 den Vertrag zum Ankauf der Grube durch das Land Hessen unterzeichnet. Im Jahr 2004 wurde eine fossile Spezies der „Riesenschlangen“ aus dem Ölschiefer Palaeopython fischeri benannt. Die Art wurde mittlerweile der 2020 neu eingeführten Gattung Eoconstrictor zugeordnet.
1997 wurde eine Aussichtsplattform am Südrand der Grube errichtet und der Führungsbetrieb für Besucher aufgenommen. 2010 eröffnete das Besucherzentrum. Am 9. Dezember 2010 wurden jene 55 Einwohner der Gemeinde Messel geehrt, die gegen die Errichtung der Mülldeponie geklagt hatten. Anlässlich des Festaktes zum 15. Jahrestag der Aufnahme in das Weltnaturerbe wurden diese Personen „für ihr verdienstvolles Bürgerengagement“ mit Ehrenkarten ausgezeichnet, die ihnen lebenslang kostenlosen Zugang zum Besucherzentrum gewähren.
2022 wurde die Grube Messel von der International Union of Geological Sciences (IUGS) in die Liste der 100 geologisch bedeutendsten Orte der Welt (First 100 Geological Heritage Sites) aufgenommen. Die Liste u. a. die weltberühmten Fossillagerstätten des Burgess-Schiefers, der Joggins Fossil Cliffs und des Solnhofener Plattenkalks.

## Geologie

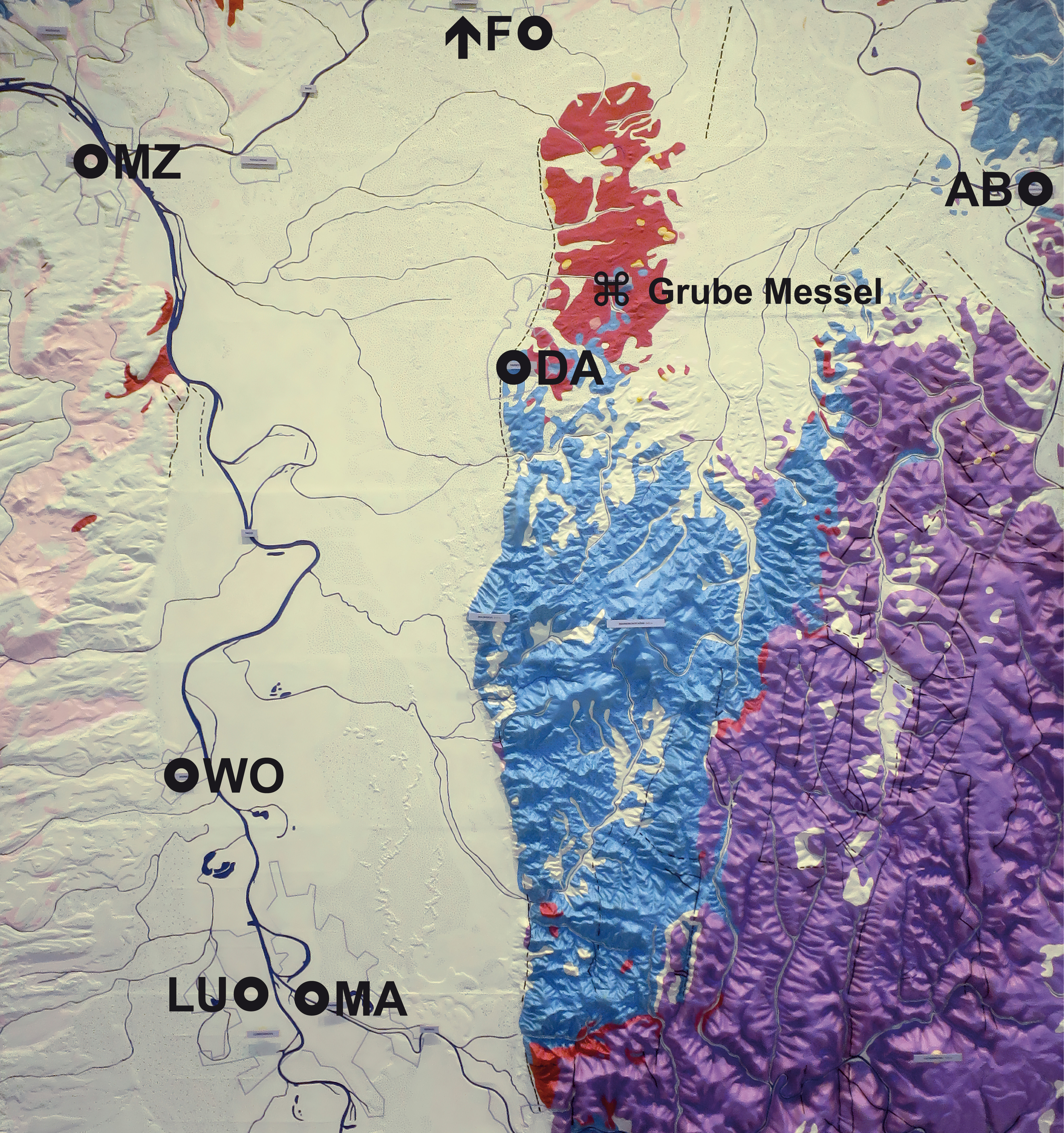
Geologische Karte des nördlichen Oberrheingrabens mit Umgebung. Die Grube Messel liegt nördlich des Kristallinen Odenwalds (blau) im sogenannten Sprendlinger Horst (rot).

### Geologischer Rahmen
Die Grube Messel liegt auf der nördlichen Verlängerung der Odenwald-Scholle, dem sogenannten Sprendlinger Horst. Odenwald und Sprendlinger Horst zusammen bilden die nordöstliche Grabenschulter des Oberrheingrabens. Im Kristallinen Odenwald tritt das variszische Grundgebirge zutage tritt, das hier der Mitteldeutschen Kristallinschwelle zugerechnet wird. Das variszische Grundgebirge ist hingegen auf dem Sprendlinger Horst überwiegend von Ablagerungen des Rotliegend (Unter-Perm) überdeckt. Die Sedimente der Grube Messel (Messel-Formation) bilden ein isoliertes Eozän-Vorkommen inmitten dieser Rotliegendsedimente.

### Entstehungsgeschichte der Grube Messel

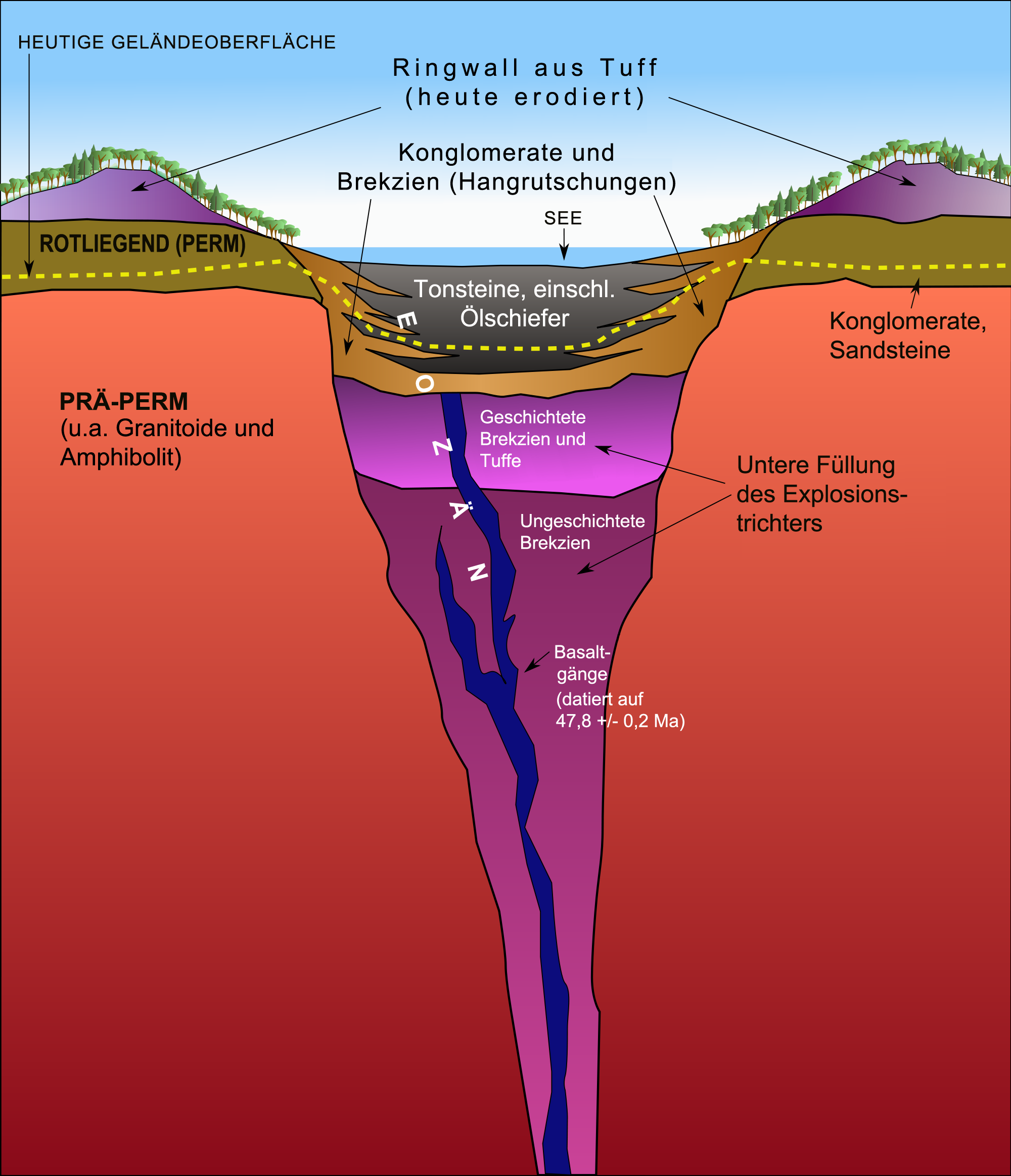
Schematischer Querschnitt durch die Grube Messel zum Zeitpunkt der Ablagerung der Messel-Formation (Lutetium). Die Abbildung zeigt den See in seiner Spätphase, mit bereits relativ geringer Wassertiefe.

#### Frühphase
Die Gesteine, auf denen die Sedimente des Messeler Eozäns ruhen, entstanden bereits vor über 300 Millionen Jahren im Erdaltertum. Bei diesen alten Gesteinen handelt es sich zum Teil um granitoide Plutone, die in der Spätphase der Variszischen Gebirgsbildung im Oberkarbon entstanden sind. Ein anderer Teil besteht aus noch älteren, meist ursprünglich magmatischen Gesteinen. Diese Gesteine wurden während der Gebirgsbildung tief in die Erdkruste versenkt und dort infolge hohen Druckes und hoher Temperatur umgewandelt  (z. B. Amphibolit).

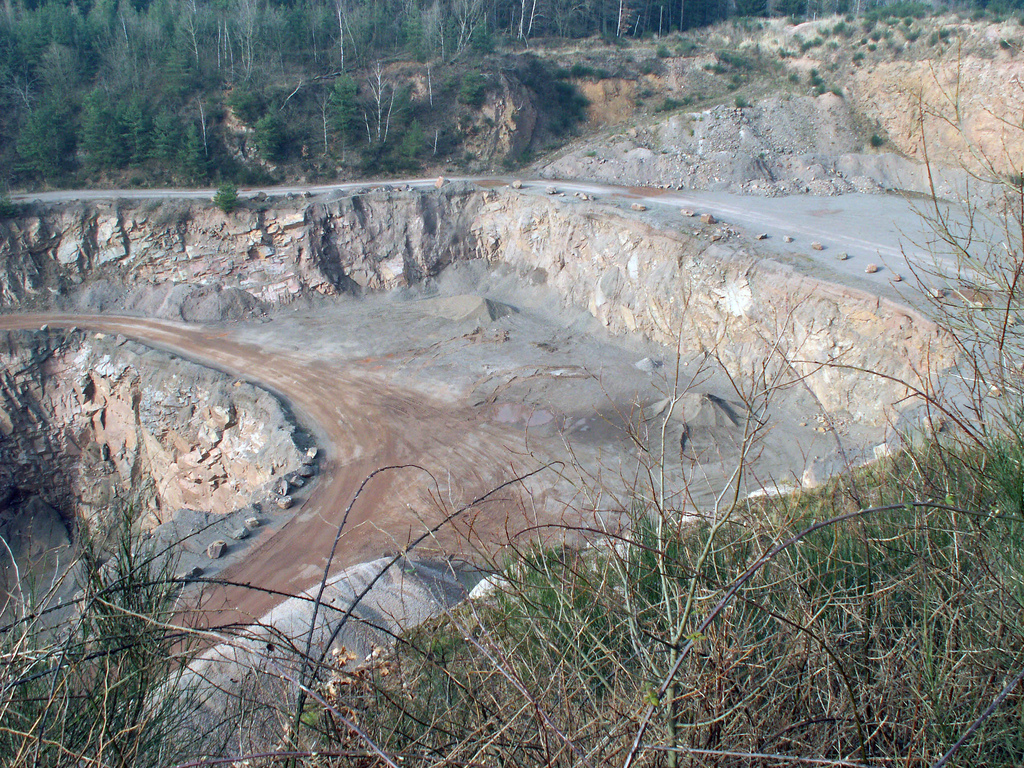
Syenitsteinbruch auf dem Mainzer Berg südlich der Grube Messel. Das hier abgebaute Gestein gehört zum kristallinen Grundgebirge des Sprendlinger Horstes.

Infolge der Abtragung des variszischen Hochgebirges lagerten sich am Ende des Karbons und im Verlauf des Perms in Becken im Inneren des Gebirges und im Gebirgsvorland Sedimentschichten aus Abtragungsschutt, sogenannte Molasse, ab. Diese Varisziden-Molasse wird heute in Mitteleuropa allgemein unter dem Begriff Rotliegend zusammengefasst. Im Raum Messel handelt es sich um die sogenannten Moret-Schichten des Oberrotliegend.

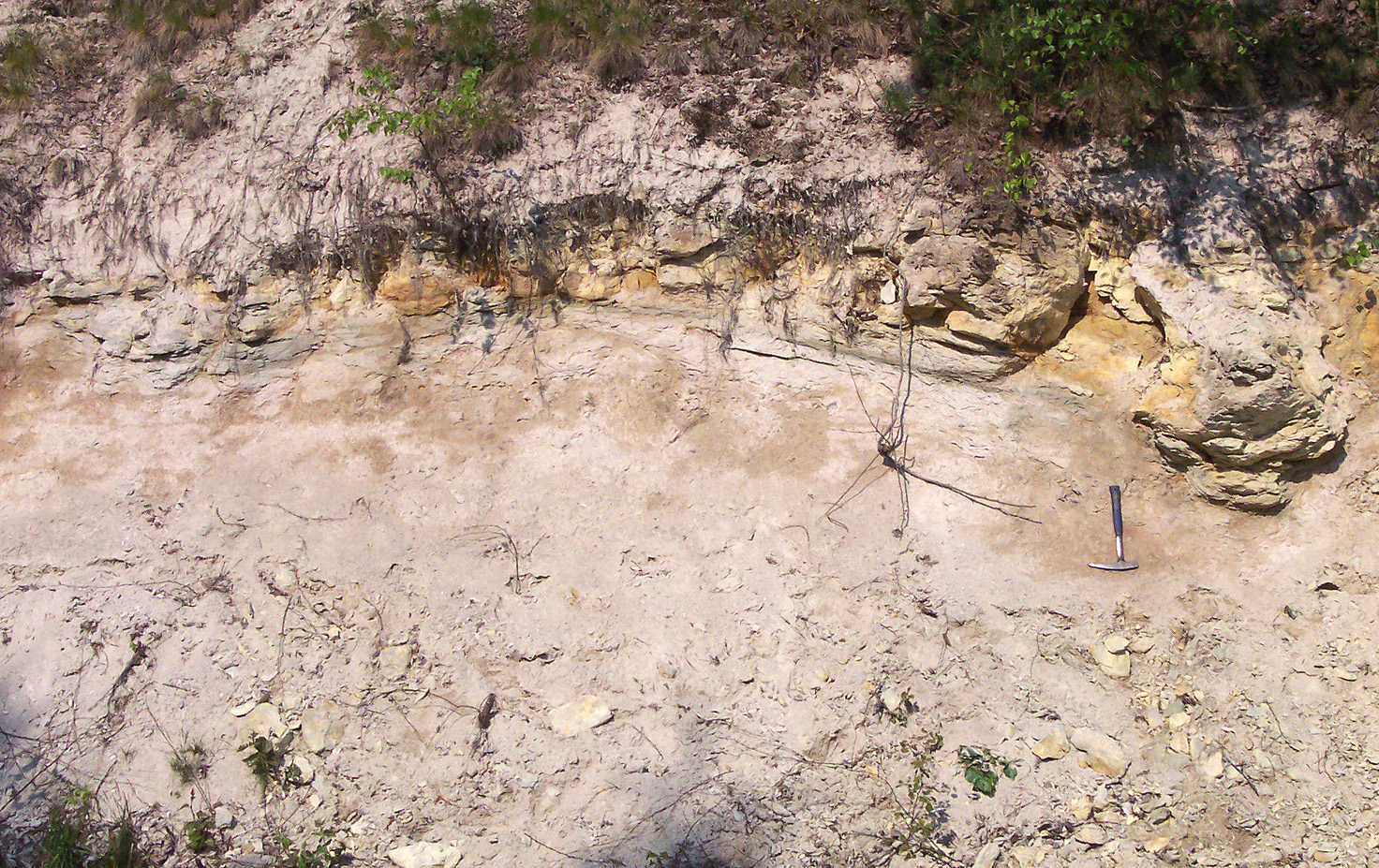
Rotliegend-Sande (Unterperm) in der Westböschung der Grube Messel. Die normalerweise rot gefärbten Sedimente sind hier aufgrund der reduzierenden Bedingungen, die vom Messeler Ölschiefer ausgehen, gebleicht.

Im Erdmittelalter wurde die Rotliegend-Molasse von weiteren Sedimenten überlagert, unter anderem den Sand- und Tonsteinen des Buntsandsteins (Untertrias). Solche Sand- und Tonsteine finden sich heute südöstlich und östlich des Darmstädter Raumes, im Sandstein-Odenwald und im Sandstein-Spessart.

#### Entstehung des Ölschiefers
Die Geschichte des Messeler Ölschiefers beginnt vor etwa 48 Millionen Jahren im Eozän. Europa befand sich infolge der Plattentektonik in etwas geringerer Entfernung zum Äquator und die durchschnittliche globale Temperatur war deutlich höher als heute. Die Bildung der Alpen löste in und unterhalb der Kruste Mitteleuropas geodynamische Vorgänge aus, die unter anderem zum Einsinken des Oberrheingrabens und der Heraushebung der Schwarzwald-Odenwald-Scholle, einschließlich des Sprendlinger Horstes, führte. Infolge der Abtragung der obersten Bereiche der herausgehobenen Schollen wurde im Schwarzwald und im westlichen Odenwald das variszische Grundgebirge freigelegt. Im weniger stark angehobenen Sprendlinger Horst erfolgte Erosion nur bis zum Rotliegend. Verbunden mit den tektonischen Bewegungen war die Entstehung vulkanischer Herde.
Eine Forschungsbohrung (Herbst 2001) ergab, dass sich auch im Raum Messel ein solcher Vulkanherd befand. Von dort aus stieg basaltisches Magma in Richtung der Erdoberfläche auf und traf dabei auf Grundwasser, wodurch eine gewaltige Dampfexplosion ausgelöst wurde. Diese Explosion erfolgte weniger als 100 Meter unter der damaligen Erdoberfläche, sprengte einen tiefen Krater in die Landschaft und zerrüttete das umliegende Gestein. Dadurch konnte Wasser in Richtung des Vulkanherdes vordringen und die nächste Dampfexplosion erfolgte dann in entsprechend größerer Tiefe. Durch mehrfache Wiederholung dieses Vorgangs entstand ein insgesamt mehr als 700 Meter tiefer Explosionstrichter im Grundgebirge. Laut einer Ende 2014 publizierten Studie ereigneten sich diese Explosionen vor etwa 48 Millionen Jahren. Während der untere Teil des Trichters Gesteinstrümmer (Brekzien) und Tuff enthält, füllten sich die obersten 200–300 Meter nach Abklingen des Vulkanismus mit Wasser und es bildete sich ein Maarsee. In diesem See lagerten sich anschließend verschiedene Sedimente ab, hauptsächlich der bituminöse Tonstein, der heute unter dem Namen „Messeler Ölschiefer“ bekannt ist.
Das warme Klima und geringe jahreszeitliche Temperaturschwankungen verhinderten zusammen mit der im Verhältnis zur Oberfläche sehr großen Tiefe des Sees einen Wasseraustausch durch Konvektion. Dies führt zu Sauerstoffmangel sowie hohen Schwefelgehalten in tieferen Wasserschichten. In dieser euxinischen Umgebung bildete sich am Boden des Maars Faulschlamm, in dem sich tote Tiere und Pflanzen hervorragend als Fossilien erhalten können. Im Laufe der folgenden Jahrmillionen verdichtete sich dieser Schlamm zu einem Schwarztonstein (Schwarzpelit), dem Ölschiefer. Die Ölschiefer-Ablagerungen besitzen eine Mächtigkeit von bis zu 150 Metern, was auf einen Ablagerungszeitraum von rund 1,5 Millionen Jahren schließen lässt.

### Petrographie des Ölschiefers

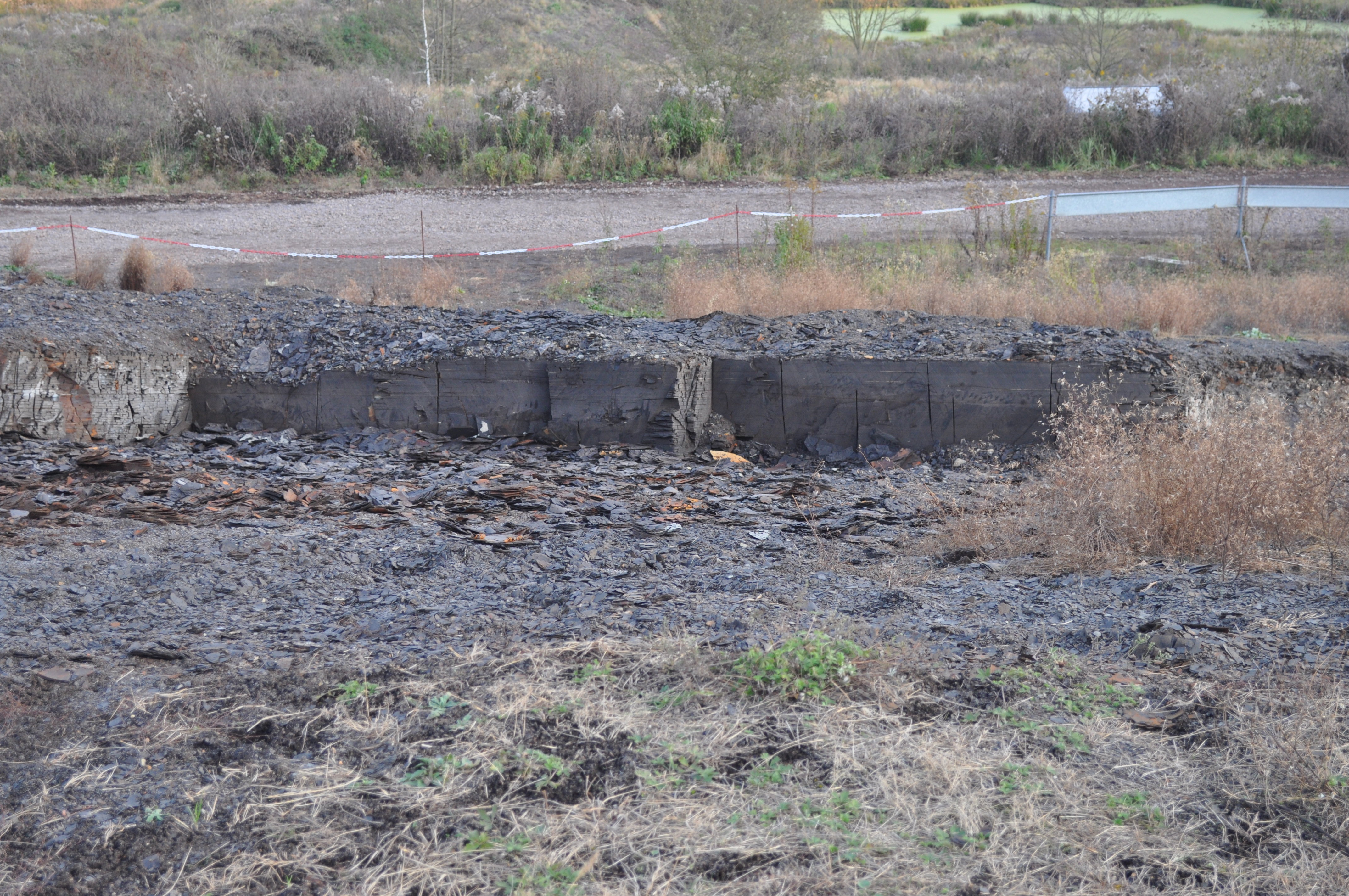
Im Rahmen der Fossilgrabungen frisch angeschnittener Ölschiefer (Bildmittelgrund)

Die eher bergmännische Bezeichnung Ölschiefer ist, petrologisch betrachtet, in doppelter Hinsicht unzutreffend. Erstens ist es kein Schiefer, da es sich nicht um ein Gestein handelt, dessen „schiefriges“ Gefüge tektonische Ursachen hat, und zweitens enthält das Gestein kein Erdöl, sondern feste, kohlenstoffreiche Verbindungen, sogenannte Kerogene. Bei diesem Material handelt es sich um Vorstufen von Erdöl, aus denen erst durch ein technisches Verfahren, die sogenannte Verschwelung, Rohöl gewonnen werden kann. Die korrekte petrographische Bezeichnung ist daher Schwarzpelit oder Schwarztonstein. Auffällig am Ölschiefer ist seine feine Lamination, d. h., eine Wechselschichtung im Millimeterbereich.

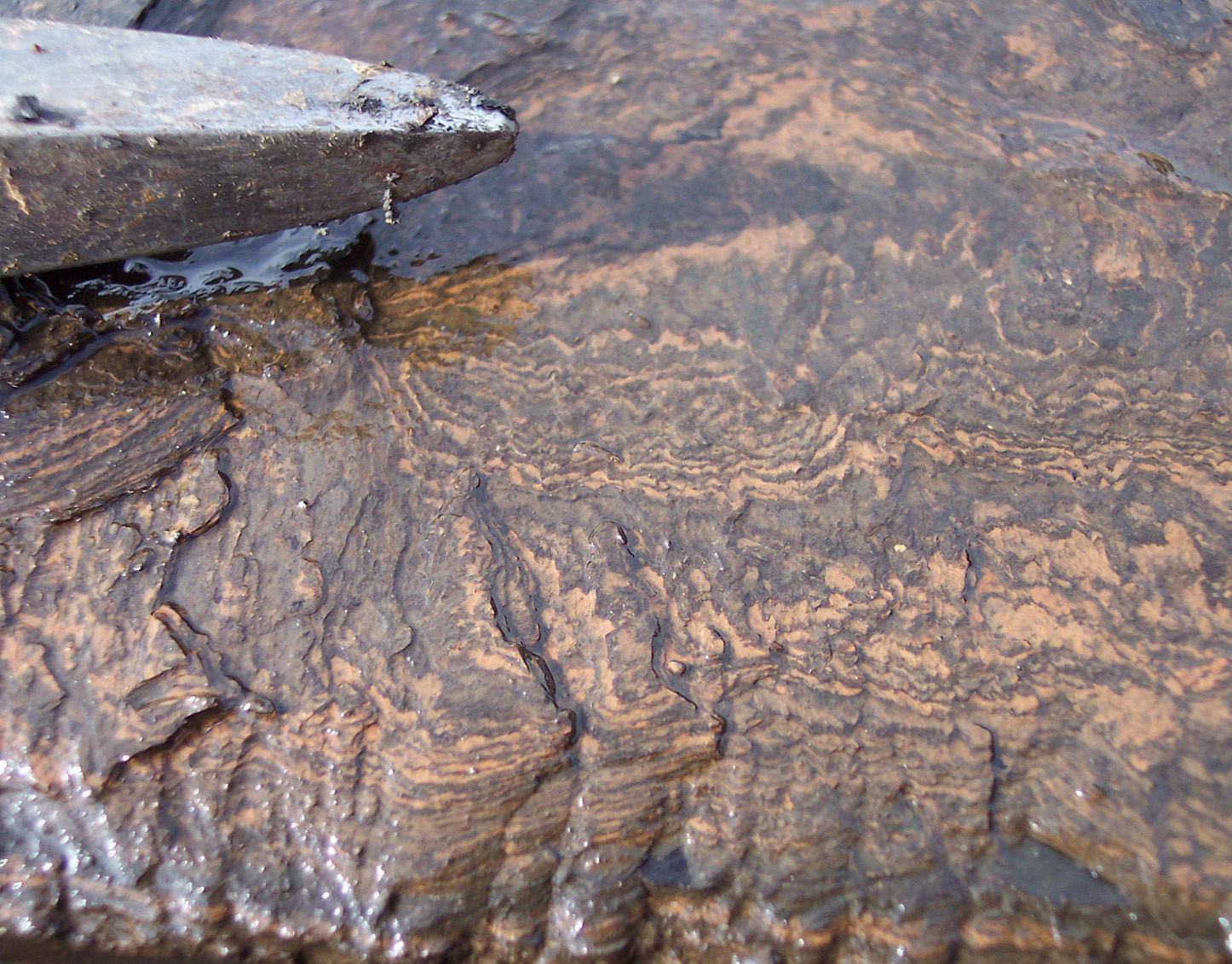
Nahaufnahme eines Ölschiefer-Handstücks mit sideritreichen Laminae (orange)

Der Messeler Ölschiefer besteht überwiegend aus Smektiten. Dies sind Tonminerale, die der chemischen Verwitterung basischer Vulkangesteine entstammen. Sie bildeten sich zum Teil bereits vor Einspülung in den See, zum Teil aber auch erst nach Ablagerung der Ausgangsminerale (Olivin, Pyroxene, Hornblende). Der Eintrag erfolgte vermutlich überwiegend durch ablaufendes Regenwasser, das Smektite und deren Ausgangsminerale von den Hängen des Tuffwalls, der den See umgab, auswusch und in den See schwemmte. Möglicherweise gelangten die Ausgangsstoffe aber zumindest teilweise auch in Form von Ascheregen, der den Ausbrüchen nahe gelegener Vulkane entstammte, in den See. Weitere mineralische Bestandteile sind Siderit, Pyrit (mitverantwortlich für die dunkle Farbe des Gesteins), Quarz/Opal und Zeolith. Der hohe Sideritanteil, der auf weniger als 1 Millimeter mächtige, gelblich-graue oder orangefarbene Lagen (Laminae) konzentriert ist, stellt eine Besonderheit des Messeler Ölschiefers dar. Die sideritischen Lagen gehen vermutlich auf die Tätigkeit siderophiler Einzeller („Algen“) zurück, die sich bei einem erhöhten Eisengehalt des Wassers stark am Seeboden vermehrten.
Algen sind auch die Quelle des überwiegenden Teils (etwa 80 %) der organischen Bestandteile des Ölschiefers, der Kerogene. Die häufigste Algenart ist Tetraedron minimum. Ein Großteil der Lamination des Messeler Ölschiefers entspricht der Wechselschichtung besonders organikreicher mit tonreicheren Lagen. Diese wird damit erklärt, dass die Algen sich in den trockeneren, sonnenreicheren Monaten eines Jahres besonders stark vermehrten und nach ihrem Tod zum Seeboden absanken. Im regenreicheren Halbjahr herrschte Einschwemmung und Ablagerung von Tonmineralen vor. Sollte diese Hypothese stimmen, würde es sich bei der Lamination des Ölschiefers um eine echte Warvenschichtung handeln. Da die Sedimentationsrate mineralischer Substanz an den Seerändern naturgemäß stärker war, ist der Anteil organischer Substanz im Ölschiefer der Randbereiche der Grube entsprechend geringer („Randschiefer“). Auch ist die Lamination dort nicht so deutlich ausgeprägt. Ungefähr 19 % der organischen Bestandteile stammen von höheren Landpflanzen und nur 1 % stammen von Tieren, wobei hier wiederum Kleinstlebewesen (Zooplankton) den mit Abstand größten Anteil stellen.

## Fossilien

### Allgemeines

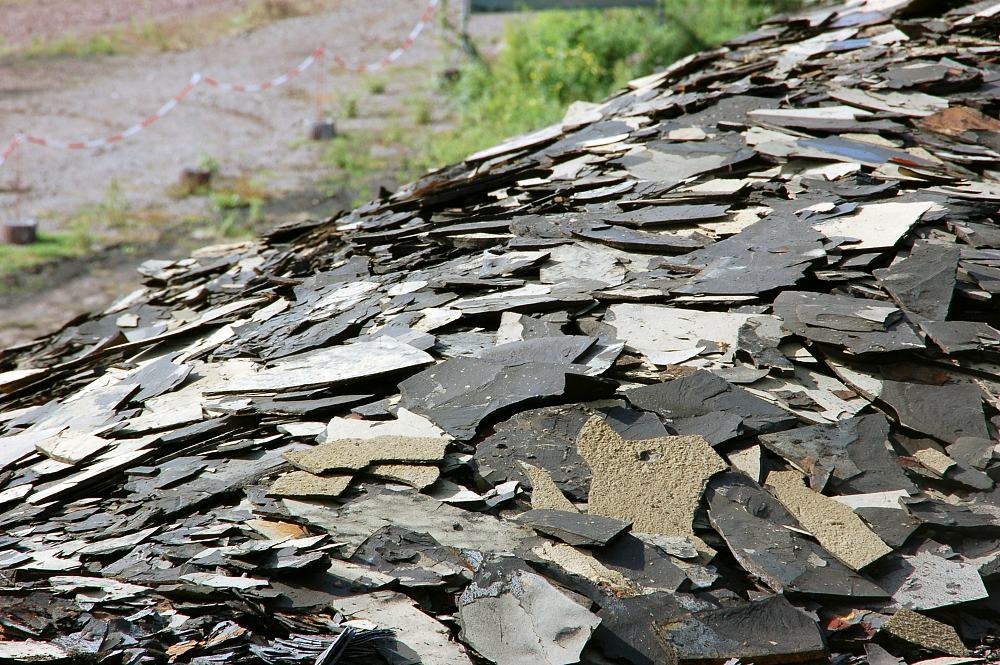
Im Rahmen der Fossilgrabungen frisch abgebauter und gespaltener Ölschiefer

Die Fossilfunde aus der Grube Messel sind sehr umfangreich und umfassen neben Pflanzen auch Pilze, Wirbellose und Wirbeltiere. Insgesamt sind bislang über 1400 Taxa (Spezies oder vergleichbare informelle Taxa) dokumentiert, die jedoch, da es sich auch um Form- und Spurentaxa handelt, eine geringere, nicht genau bezifferbare Anzahl tatsächlicher biologischer Arten repräsentieren. Allein an Pflanzen, die als Mikro- und Makrofossilien vorliegen, sind mehr als 800 solcher Taxa bekannt. Die Landpflanzen sind durch 182 Frucht- und Samentaxa, 349 Blatttaxa, und 259 Pollentaxa vertreten. Wirbellose sind weit überwiegend durch Gliederfüßer vertreten (273 Körperfossil-Arten). An Wirbeltieren konnten bisher über 170 Arten nachgewiesen werden, darunter überwiegend Vögel (70 Arten) und Säugetiere (50 Arten). Zahlreiche Taxa erhielten mit Fossilmaterial aus Messel ihre Erstbeschreibung. Der Erhaltungszustand der im Ölschiefer eingebetteten Fossilien ist exzellent: bei Wirbeltieren sind gelegentlich Mageninhalt oder Details der Weichteile mit überliefert, bei Insekten die Aderung der Flügel oder die ursprüngliche Färbung des Chitinpanzers. Solche Informationen gehen bei der Fossilisierung meist verloren.
Das Naturmuseum Senckenberg in Frankfurt und das Hessische Landesmuseum Darmstadt führen während der Sommermonate regelmäßig Grabungen durch.
Bei den Fossilien aus der Grube Messel gibt es ein Konservierungsproblem: Das tragende Material, der Tonstein (Ölschiefer), enthält etwa 40 Prozent Wasser. Trocknet er aus, dann reißt er und zerfällt in kleine Blättchen, ähnlich wie Rindenmulch. Erst seit Anfang der 1960er-Jahre ist es möglich, die Fossilien auf Kunstharz (Epoxidharz oder Polyesterharz) umzubetten und damit dauerhaft zu konservieren, für die Forschung zu erhalten und auszustellen. Das Verfahren wurde von Hobby-Forschern in den 1970er-Jahren zur heute noch angewandten Form entwickelt, da bis 1974 das private Bergen des Ölschiefers von den Behörden geduldet wurde.

### Das Umbettungsverfahren
Um die Messeler Wirbeltierfossilien langfristig vor Beschädigung oder Zerstörung infolge der Austrocknung des Ölschiefers an der Luft zu bewahren, werden sie in mehreren Schritten vom Ölschiefer getrennt und konserviert.
1. Mit feinem Werkzeug (Skalpell oder Präpariernadel) werden überdeckende Gesteinsreste auf der Spaltfläche des Ölschiefers, auf der bereits Teile des Skelettes zutage treten, soweit entfernt, dass ungefähr eine Hälfte (die „Oberseite“) des Skelettes komplett freiliegt.
2. Um das soweit freigelegte Fossil herum wird ein zwei bis drei Zentimeter hoher Rahmen (z. B. aus einer Knetmasse) so auf der Gesteinsplatte angebracht, dass eine Art flache Wanne entsteht, deren Boden von dem Ölschiefer mitsamt dem darin noch halb eingebetteten Skelett gebildet wird.
3. Das Skelett wird mit einem Heißluftgebläse angetrocknet, bis es ein wenig heller als das umgebende Gestein geworden ist. Die Platte ist unterdessen in Plastikfolie eingewickelt, um den Ölschiefer feucht zu halten.
4. Nachdem die Folie entfernt worden ist, wird flüssiges Kunstharz in den Rahmen gegossen, bis das Skelett mit einer maximal einen Zentimeter dicken Schicht bedeckt ist. Das Harz benötigt etwa 12 Stunden, um auszuhärten.
5. Anschließend wird der Rahmen entfernt. Die Platte kann nun umgedreht und die „Unterseite“ des mit dem Kunstharz fest verbundenen Skelettes mit geeignetem Werkzeug vom restlichen Ölschiefer befreit werden.[21]

### Funde

#### Wirbellose

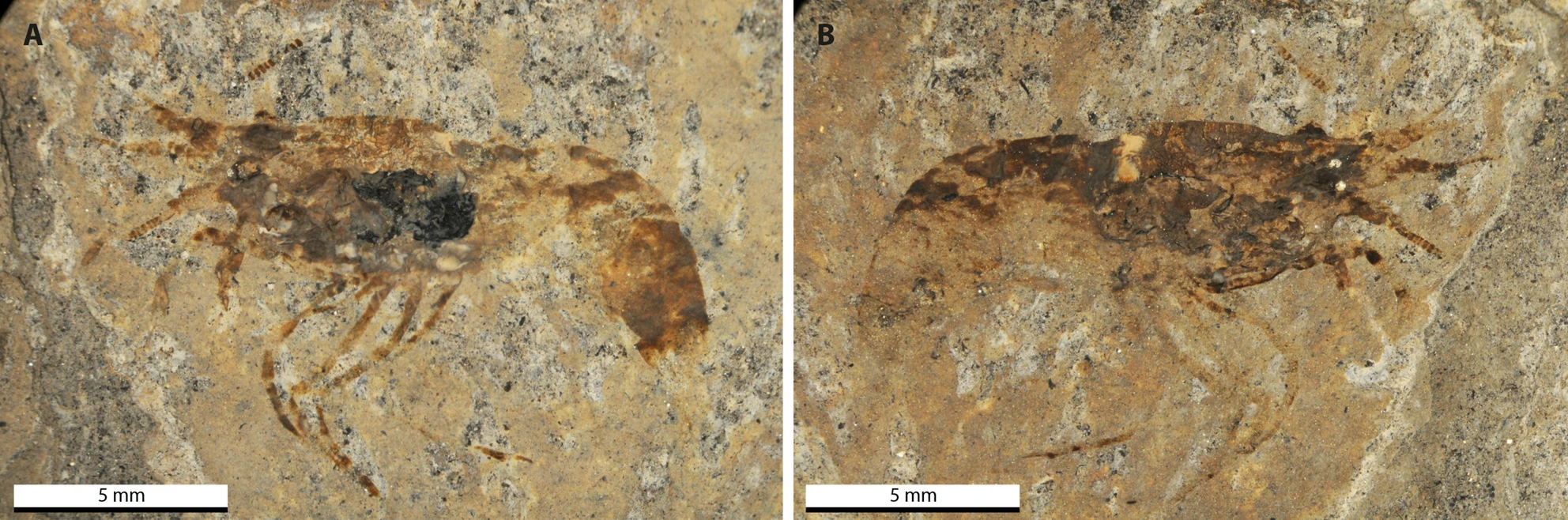
Bechleja, eine Süßwassergarnele

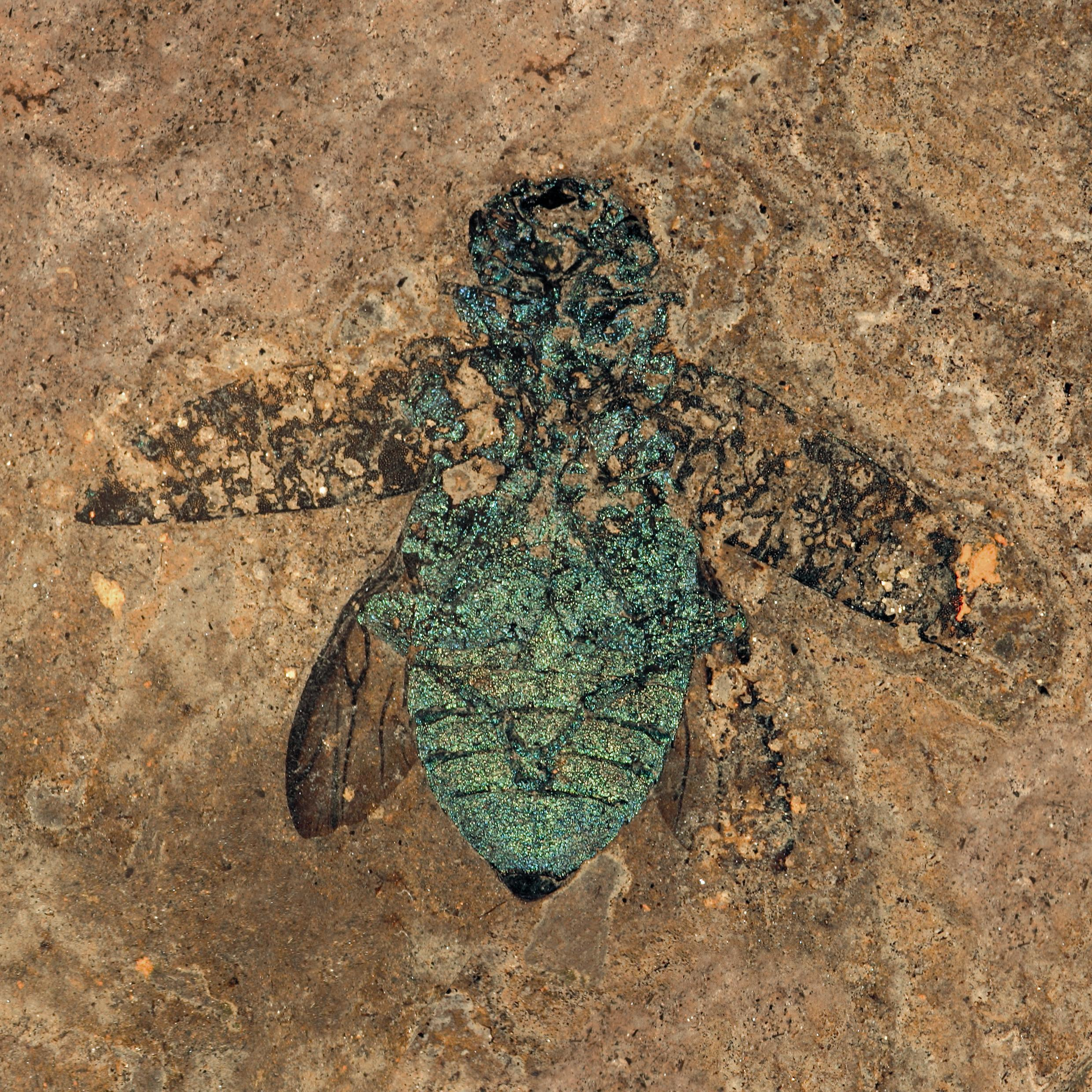
Ein Prachtkäfer mit noch schillerndem Panzer

Obwohl Messel früher ein See war, werden kaum wasserbewohnende Wirbellose gefunden. Bechleja, eine Süßwassergarnele aus der Gruppe der Caridea, kommt mit nur wenigen Exemplaren vor, die allerdings die Weichteilstruktur und inneren Organe erkennen lassen. Schnecken, wie die Sumpfdeckelschnecke Viviparus, und Kolbenwasserkäfer findet man nur in bestimmten Ölschiefer-Schichten. Wesentlich häufiger sind landlebende Insekten, vor allem Käfer. Hierunter dominieren Mistkäfer, Prachtkäfer und Rüsselkäfer, des Weiteren kommen auch Vertreter der Cupedidae vor, die heute in Europa fehlen. Bei einigen Exemplaren sind noch Farbreste vorhanden. Dasselbe gilt auch für ein Grünwidderchen aus der Familie Zygaenidae, bei dem die Färbung der Flügel bestimmt werden konnte. Weitere Insekten sind durch Singzikaden repräsentiert, so durch die Gattung Eoplatypleura, deren Typusmaterial einen rund 2,6 cm langen Körper und knapp 7 cm weit spannende Flügel besitzt. Ebenso lassen sich Heuschrecken mehrfach belegen. Neben großen Vertretern der Laubheuschrecken kamen mit Messeltettix und Archaeoarmatus auch zwei Formen der Dornschrecken vor. Ein besonderer Fund ist ein Wandelndes Blatt der Gattung Eophyllium, das seinen heutigen Verwandten schon sehr ähnelte. Fluginsekten sind unter anderem mit Zweiflüglern aus der Familie der Nemestrinidae überliefert, unter anderem die Gattung Hirmoneura. Diese rund 11 mm lange Fliege ernährte sich nach Untersuchungen von Nahrungsresten aus dem Abdomen von Pollen von wenigstens vier verschiedenen Pflanzenfamilien, dokumentiert sind Weiderichgewächse, Weinrebengewächse, Sapotengewächse und Ölbaumgewächse. Weitere wichtige Pollenverbreiter finden sich in den Hautflüglern. Dazu gehören Blattschneiderbienen und Echten Bienen, letztere wurden in Messel mit Pygomelissa und Protobombus nachgewiesen. Ebenso waren mit der Gattung Xylocopa die Holzbienen anwesend. Das rund 18 mm lange Belegexemplar trug am Kopf und am Metasoma noch Pollen von Teestrauchgewächsen. Möglicherweise trat auch bereits die heute noch bestehende Gattung Vespula aus der Gruppe der Echten Wespen auf, die wie die Echten Bienen zu den sozialen Insekten gehören. Des Weiteren kommen verschiedene parasitäre Vertreter der Schlupfwespen vor, so unter anderem Trigonator, Mesornatus, Polyhelictes, Rhyssella  und Xanthopimpla. Einige der Formen wie Mesornatus oder Polyhelictes können systematisch nicht genau zugeordnet werden, jedoch gehört Trigonator zu den Labeninae, die eigentlich ein Faunenelement der südlichen Kontinente (Afrika, Südamerika und Australien) darstellen. Ameisen sind hauptsächlich nur durch Königinnen und flugfähige Männchen vertreten. Unter ihnen fand man Weberameisen sowie die größte Ameisenart überhaupt: Die Königinnen der Gattung Titanomyrma mit der Art Titanomyrma gigantea weisen eine Flügelspannweite von bis zu 16 cm auf. Interessant ist auch der Fund des auf Ameisen spezialisierten parasitischen Pilzes der Art Ophiocordyceps unilateralis. Neben den vielfältigen Insekten sind deutlich seltener auch Spinnen dokumentiert, darunter Webspinnen und Weberknechte. Für letztere können einzelne Funde genannt werden, die möglicherweise der Gattung Leiobunum zuzuweisen sind.

#### Fische

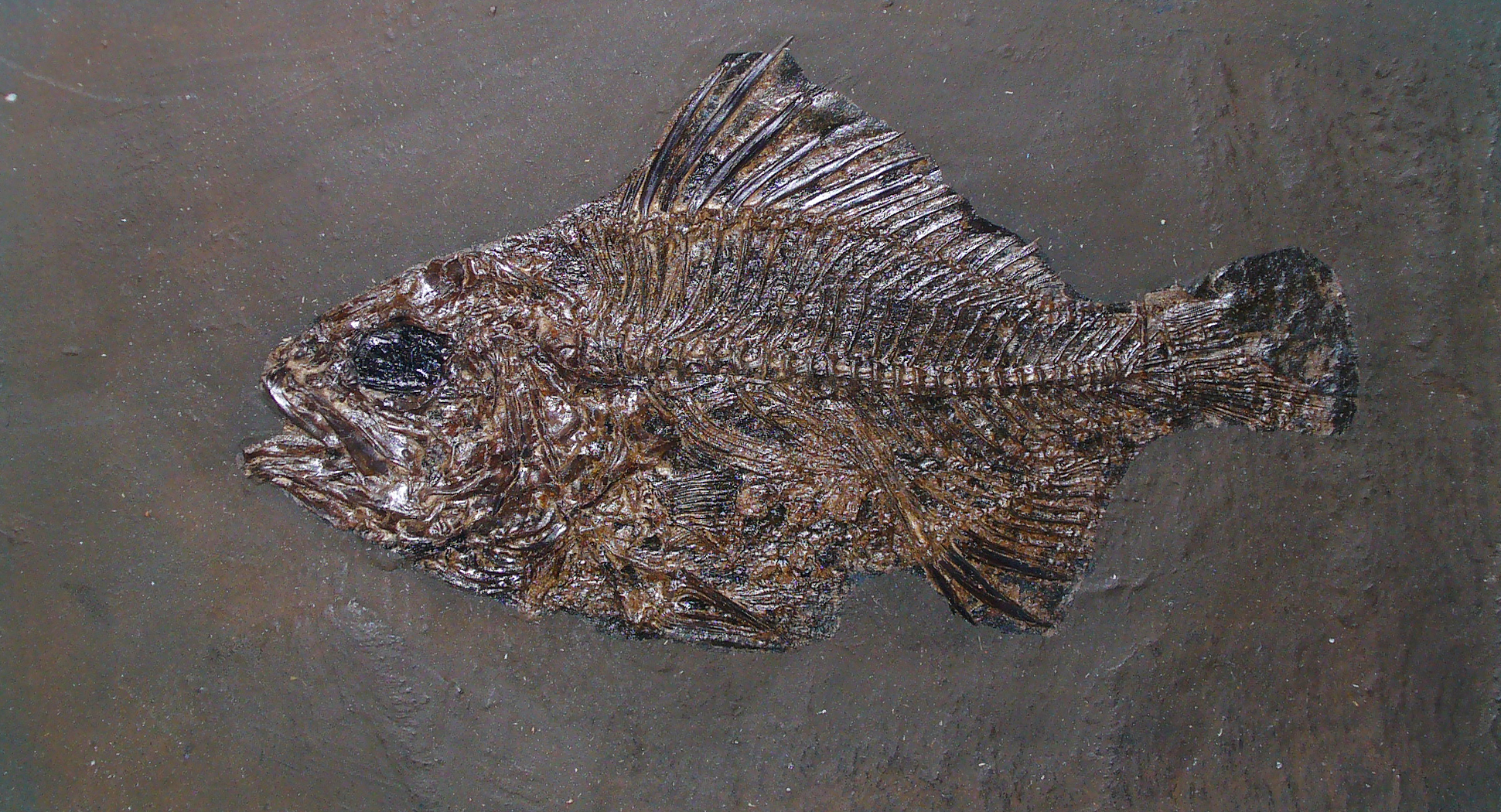
Amphiperca multiformis

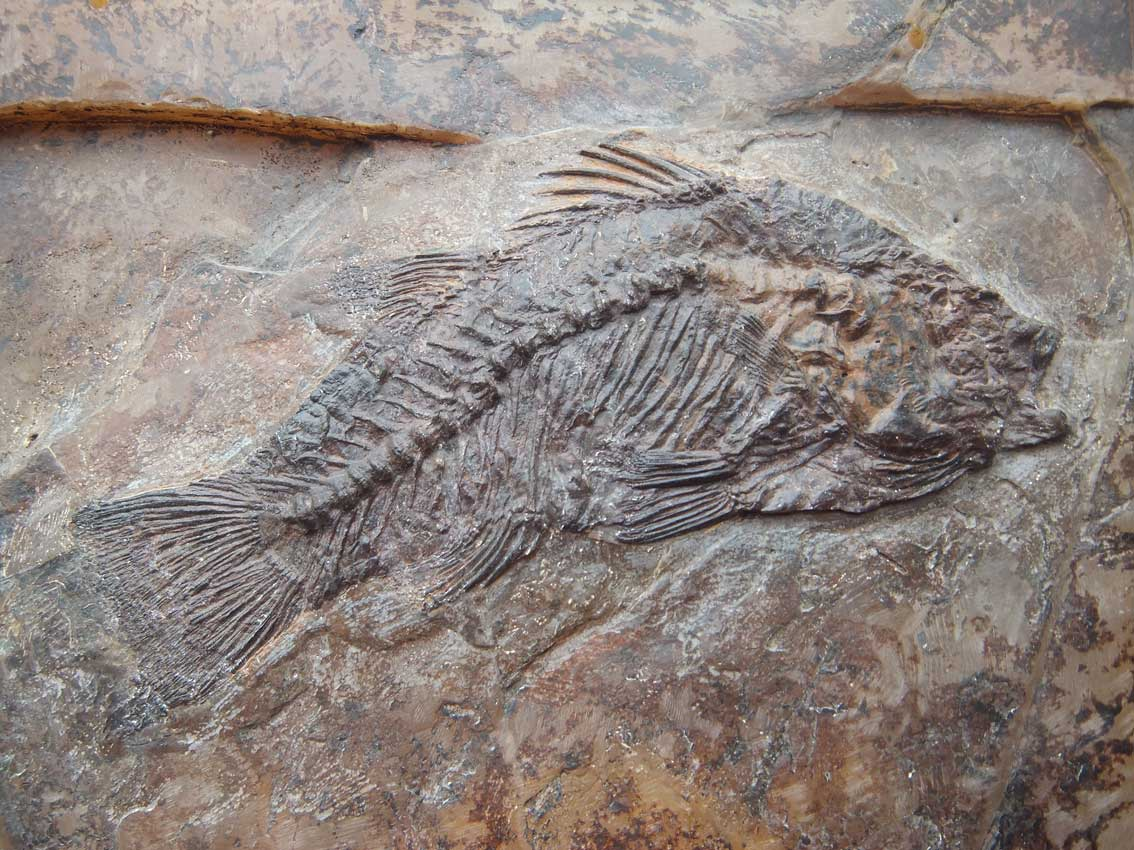
Palaeoperca proxima

Die häufigsten Fischarten in Messel sind ursprüngliche Strahlenflosser, von denen drei Arten in Messel entdeckt wurden: Der Schlammfisch Cyclurus kehreri und die Knochenhechte Masillosteus kelleri und Atractosteus kinkelini (ehemalig A. strausi). Seltener sind moderne Strahlenflosser (Teleostei), wie der Lachsartige Thaumaturus intermedius, der Aal Anguilla ignota und die drei Barschartigen Amphiperca multiformis, Palaeoperca proxima und Rhenanoperca minuta.

#### Amphibien
Neben dem terrestrischen Krötenfrosch Eopelobates wagneri, wurden in Messel außerdem Vertreter aus der ausgestorbenen Familie Palaeobatrachidae und der Salamander Chelotriton robustus entdeckt.

#### Reptilien

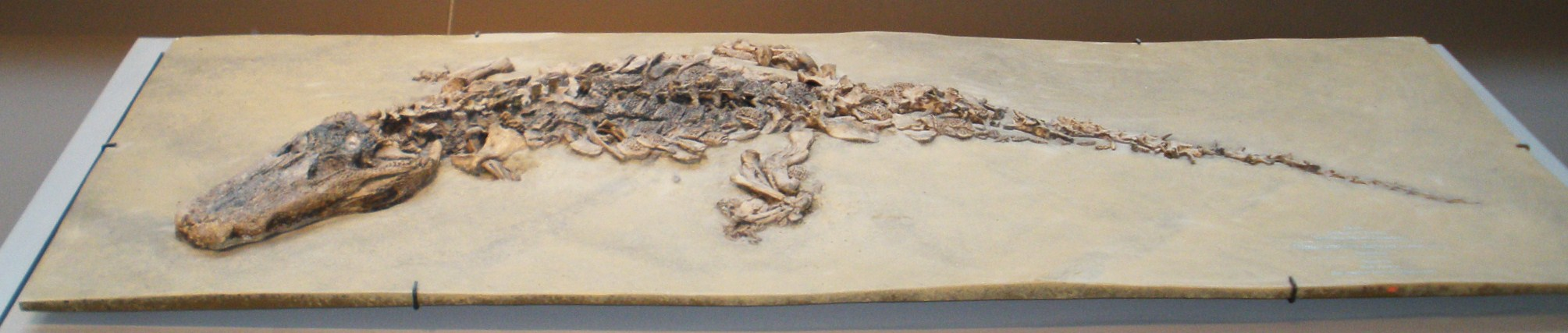
Diplocynodon darwini

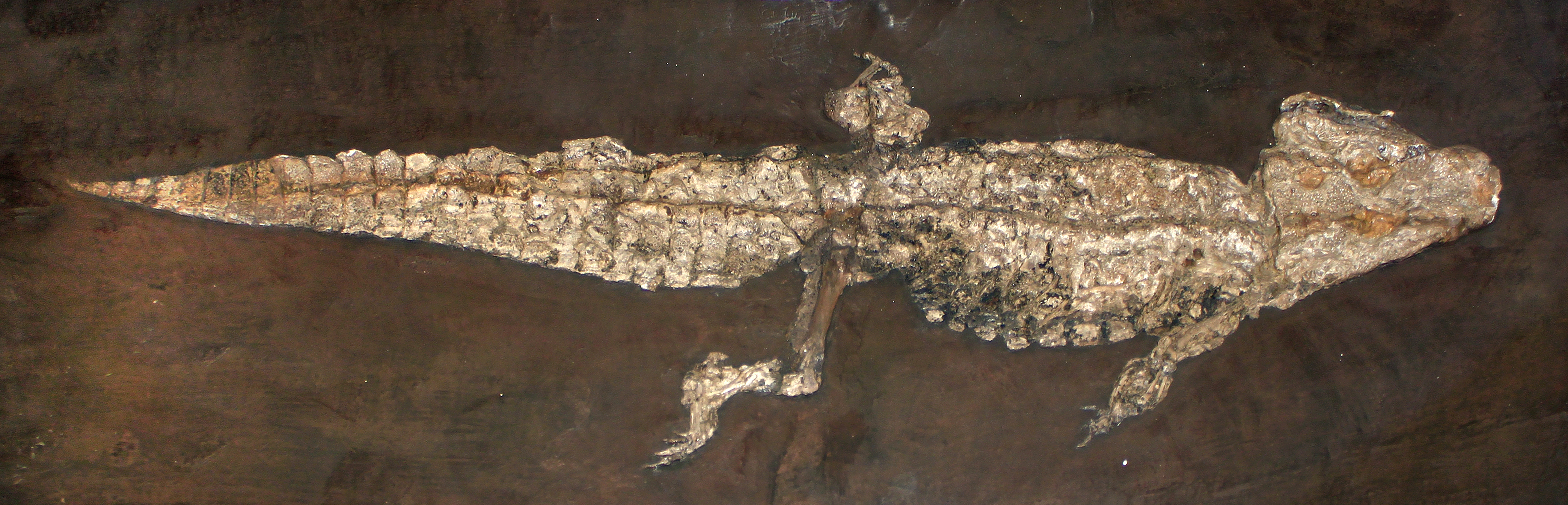
Allognathosuchus haupti

Die Schildkröten werden in Messel durch die Sumpfschildkröte Palaeoemys (von der mitunter Euroemys abgetrennt wird), die zu den Papua-Weichschildkröten gehörende Allaeochelys, die Weichschildkröte Palaeoamyda und die Halswender-Schildkröte Neochelys vertreten. Bemerkenswert sind hierbei mehrere paarweise aufgefundene Individuen von Allaeochelys, die jeweils männliche und weibliche Individuen repräsentieren. Einige der Paare stehen in direktem Körperkontakt zueinander und haben die Schwänze wie in der Paarungsposition aneinandergelegt, was entsprechend als Geschlechtsakt gedeutet wird. Die Funde gehören somit zu den ältesten fossilisierten Nachweisen der Kopulation bei Wirbeltieren.
Die Krokodilartigen der Messel-Formation sind sowohl durch eher ursprüngliche, wenngleich relativ spezialisierte Formen als auch durch modernere Formen repräsentiert. Zu erstgenannten zählen Pristichampsus rollinatii und Bergisuchus dietrichbergi, die höchstwahrscheinlich reine Landbewohner waren. Hingegen lebten die mit den Alligatoren und Kaimanen verwandten Diplocynodontinen Diplocynodon darwini und Baryphracta deponiae, die Alligatoren Hassiacosuchus haupti (früher Allognathosuchus haupti) und Allognathosuchus gracilis sowie das mit den echten Krokodilen verwandte „Asiatosuchus“ germanicus hauptsächlich im Wasser.
Die Schlangen des Messeler Eozäns gehören alle zu den als eher „primitiv“ geltenden „Riesenschlangen“. Sie sind unter anderem vertreten durch Sandboas wie Rageryx, ein rund 52 cm langes Tier mit 258 Wirbeln, das möglicherweise versteckt lebte, sich aber im Gegensatz zu den heutigen Arten nicht eingrub. Hinzu kommen der bis zu zwei Meter lange Eoconstrictor und die kleineren Formen Messelophis und Rieppelophis. Bei einem rund 47 cm langen Exemplar von Messelophis finden sich im hinteren Drittel des Körpers die Knochen von zwei Individuen im Embryonalstadium, sodass dies als Hinweis darauf gewertet werden kann, dass die Riesenschlangen lebendgebärend waren. Labialgruben am Schädel der „Ur-Boa“ Eoconstrictor zeigen wiederum, dass diese Tiere bereits einen hochentwickelten Sinn zur Wahrnehmung von Infrarotstrahlung hatten. Dem gegenüber ist Messelopython ein urtümlicher, gut einen Meter langer Vertreter der Pythons, die wohl abweichend von den heutigen Gegebenheiten zusammen mit den Boas (sympatrisch) vorkamen. Eng verwandt mit Messelopython und ähnlich groß wie Eoconstrictor ist Palaeopython, die im Jahr 2022 eindeutig in Messel identifiziert werden konnte. Demnach teilten sich mehrere große Schlangenformen den gleichen Lebensraum. Palaeopython lebte wohl in den Bäumen und verfügte noch nicht über Labialgruben. Mit Eurheloderma konnte ein früher Vertreter der Krustenechsen und mit Cryptolacerta ein Vertreter der Doppelschleichen oder Echten Eidechsen (Lacertibaenia) in Messel nachgewiesen werden. Ebenfalls den Echten Eidechsen nahe stehen auch die langschwänzigen Echsen Eolacerta und Stefanikia. Erstere Form erreichte eine Körperlänge von rund 27 cm, letztere war nur etwa halb so lang. Von Eolacerta ist zusätzlich ein seltenes Exemplar eines juvenilen Individuums überliefert. Weitere Funde umfassen Placosauriops und Ophisauriscus aus der Gruppe der Schleichen. Hier gehört auch Shinisaurus in das nähere Verwandtschaftsumfeld. Derzeit liegt lediglich ein abgeworfener Schwanz vor, dessen Schuppenpanzerung dem der Chinesischen Krokodilschwanzechse gleicht. Er stellt nicht nur den ersten Beleg der Gattung im Paläogen Europas dar, sondern bildet auch den frühesten Nachweis eines derartig krokodilähnlichen Schwanzes dieser Echsengruppe. Wie die heute hochgradig gefährdete Chinesische Krokodilschwanzechse war wohl auch das Messeler Pendant wasserbewohnend. Des Weiteren kam mit Ornathocephalus eine Großkopfechse, mit Geiseltaliellus ein Leguan und mit Paranecrosaurus möglicherweise ein Verwandter der Warane vor.

#### Vögel

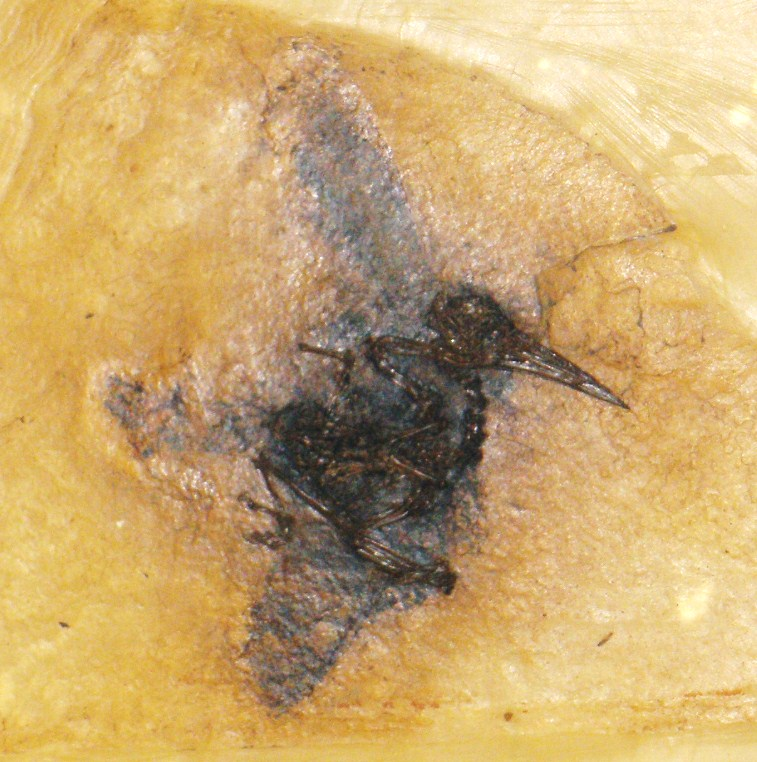
Messelirrisor halcyrostris mit schattenartig erhaltenem Federkleid

Zu den bodenbewohnenden Vögeln in Messel gehörten der Laufvogel Palaeotis weigelti, der Hühnervogel Paraortygoides messelensis, der zwei Meter hohe Gänseverwandte Gastornis cf. geiselensis, die „Messel-Ralle“ Messelornis cristata, die Seriemaverwandten Idiornis, Strigogyps (ehemalig Aenigmavis) und Salmila robusta. Wasservögel sind selten. Beschrieben wurden bisher nur ein Verwandter der Flamingos und Lappentaucher, Juncitarsus merkeli, der Ibis Rhynchaeites messelensis und der Pelikan Masillastega rectirostris.
Baumbrüter waren unter anderem der Tagschläfer Paraprefica kelleri, der „Messel-Hopf“ Messelirrisor, die Segler Parargornis messelensis und Scaniacypselus szarskii, die Papageien Pseudasturides macrocephalus und Serudaptes pohli, die Racke Eocoracias brachyptera, der Greifvogel Messelastur gratulator, der Eisvogelartige Quasisyndactylus longibrachis, die Kuckucksralle Plesiocathartes kelleri, der Schwalmvogel Hassiavis laticauda, verschiedene Eulenarten, Mausvögel, der Trogon Masillatrogon und der Vogel Eurofluvioviridavis. Mit Eofringillirostrum und Psittacopes konnten auch frühe Vertreter aus der Verwandtschaft der Sperlingsvögel belegt werden. Ersterer ernährte sich wohl aufgrund des finkenartigen Schnabels von hartschaligen Samen, bei letzterem ähnelt der Schnabel dem der heutigen Bartmeise. In enger Beziehung zu den beiden Gattungen steht auch Primozygodactylus. Mit Aenigmatorhynchus wurde ein Vogel beschrieben, dessen genauen Verwandtschaftsverhältnisse noch unklar sind. Auffallend ist der außerordentlich lange, gerade Schnabel, der gut 75 % der gesamten Schädellänge ausmacht. Vermutlich setzte sich die Nahrung der Tiere aus harten Bestandteilen zusammen, die mit dem Schnabel aufgepickt wurden. Der Vertreter einer bis dahin unbekannten und noch unbeschriebenen, etwa sperlingsgroßen Gattung wurde 2021 entdeckt.

#### Säugetiere

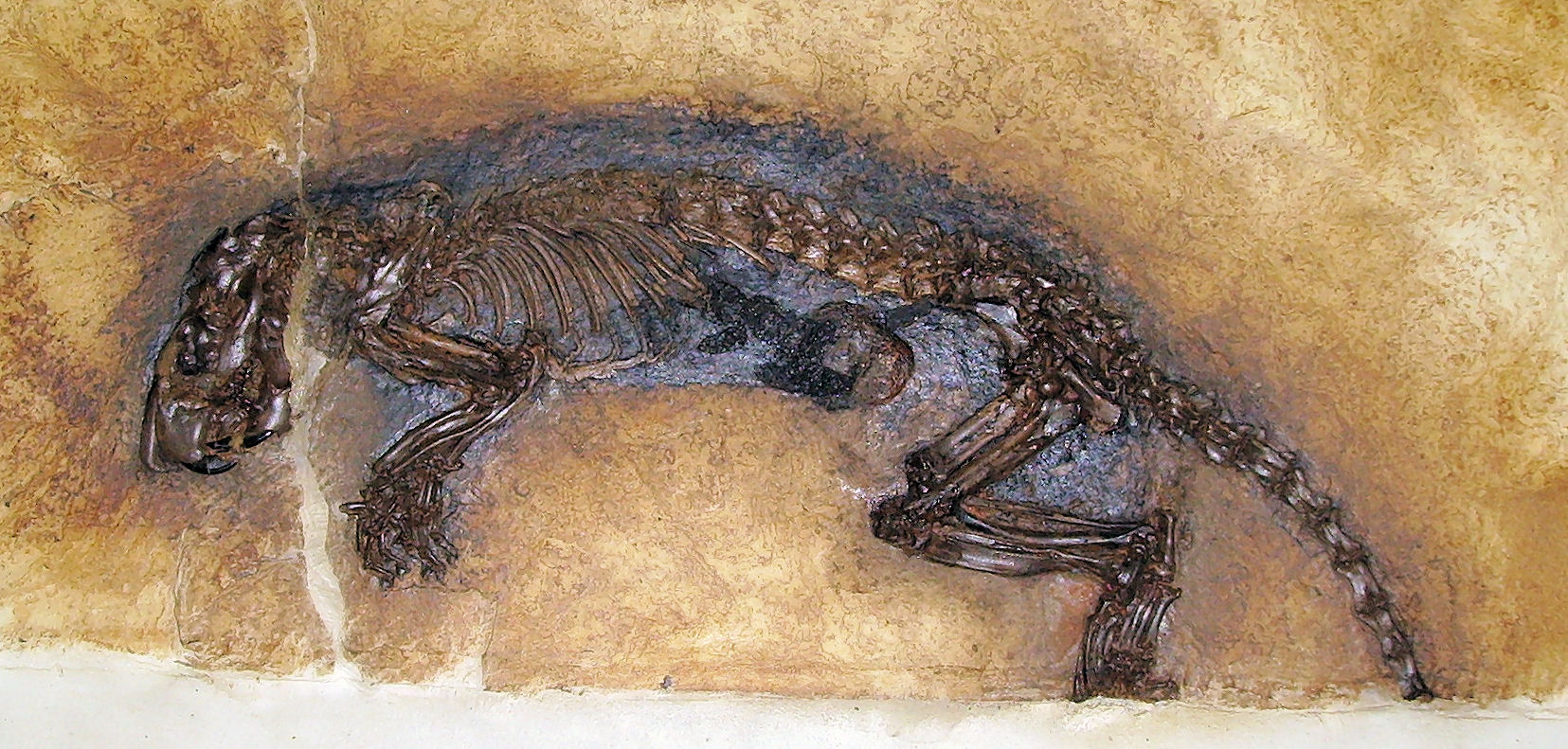
Masillamys ist einer der ältesten Nager der Erdgeschichte

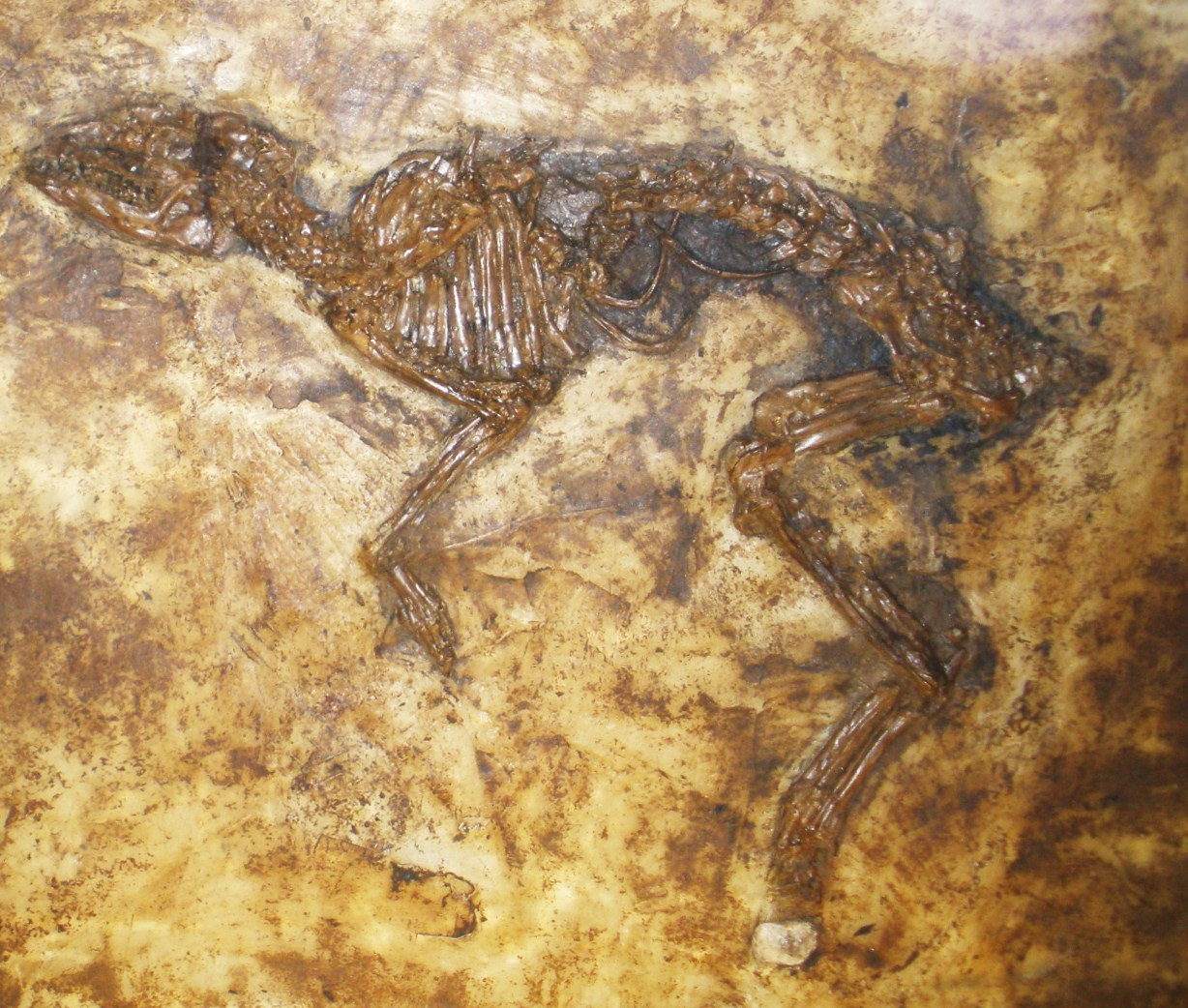
Messelobunodon schaeferi

Die in Messel bisher gefundenen Beuteltiere umfassen die Gattungen Mimoperadectes, Amphiperatherium, Peratherium und Peradectes. Sie sind entfernte Verwandte der heutigen in Amerika lebenden baumbewohnenden Beutelratten.
Der überwiegende Anteil gehört zu den Höheren Säugetieren. Insektenfresser sind durch die Igelverwandten Pholidocercus, Macrocranion (zwei Arten) und das auf zwei Beinen springende Leptictidium (drei Arten) vertreten. Zu den Nagetieren gehören der ein Meter lange Ailuravus, die „Messelmäuse“ Masillamys und Hartenbergeromys sowie der Bilch Eogliravus. Auf Bäumen lebten das urtümliche, an heutige Insektenfresser erinnernde Kopidodon, der Apatemyide Heterohyus, ein dem Fingertier ähnelndes Säugetier, und die Schuppentiere Eomanis, Euromanis und Eurotamandua, wobei letzterer ursprünglich als Ameisenbär klassifiziert worden war. Überwiegend nur fragmentarisch überliefert sind die Lemuren, unter anderem mit mehreren Arten von Europolemur. Allerdings liegt von Darwinius (zuerst als Godinotia beschrieben) auch eines der vollständigsten Skelette überhaupt vor, das unter dem Spitznamen „Ida“ weltbekannt wurde. Wie ein Fischotter dagegen lebte Buxolestes, ein Vertreter der Pantolestidae.
Raubsäuger sind sehr selten in Messel. Bislang wurden nur drei Gattungen entdeckt. Lesmesodon gehört zu den sogenannten Schein- oder Urraubtieren (Creodonta), während Paroodectes und Messelogale zu den modernen Raubtieren (Carnivora) gestellt werden. Eine beachtlich hohe Vielfalt zeigen die Fledermäuse, die wenigstens drei unterschiedlichen Familien angehören. Bedeutend und am häufigsten sind dabei die Vertreter der Gattung Palaeochiropteryx, die spezialisierte Insektenfresser waren. Seltener treten dagegen Tachypteron oder Hassianaycteris auf.
Von den pflanzenfressenden Unpaarhufern wurden in Messel schon fünf Gattungen beschrieben. Der mit einem vollständigen Skelett überlieferte Tapirverwandte Hyrachyus ist das größte bekannte Säugetier in Messel. Er teilte seinen Lebensraum mit den Urpferden Hallensia, Propalaeotherium und Eurohippus. Die beiden letztgenannten Gattungen stellen jeweils mehrere Arten und umfassen zusammen über 70 Skelette. Ihre systematische Stellung innerhalb der Pferdeverwandtschaft ist nicht ganz eindeutig, da sowohl ein Verweis zu den Palaeotheriidae als auch zu den Equidae diskutiert wird. Lophiodon, ein entfernterer Verwandter der Tapire, ist durch das Skelett eines Jungtieres vertreten. Paarhufer sind im Gegensatz zu Unpaarhufern seltener in Messel, kommen aber mit mindestens vier Gattungen vor: Messelobunodon, Aumelasia, Masillabune und Eurodexis.

#### Weichteile
Neben der bakteriell verursachten Nachzeichnung von Körperumrissen, Fell und Federn konnten unter anderem bei den Schildkröten Allaeochelys und Neochelys, beim Krokodil Diplocynodon und beim Schuppentier Euromanis Strukturen nachgewiesen werden, die an Blutkörperchen und Knochenzellen erinnern.

### Sonstiges
Einige Fossilien, die in den 1970er und 80er Jahren von Privatsammlern ausgegraben wurden, sind später weiterverkauft worden. Beispielsweise wurde der Holotyp von Darwinius masillae, welcher der Öffentlichkeit im Mai 2009 unter dem Namen „Ida“ bekannt geworden ist, für eine sechsstellige Summe vom Naturhistorischen Museum in Oslo erworben.

## Zugang für die Öffentlichkeit

### Grubenbesichtigung
Die Grube kann in geführten Gruppen besucht werden. Führungen werden regelmäßig angeboten. Eine Aussichtsplattform am Rand der Grube ermöglicht einen Blick in die Grube, ohne an einer Führung teilzunehmen. Informationstafeln helfen bei der selbständigen Erkundung. Zusätzlich wurde die Straße in die Grube saniert und eine erlebnisorientierte Gestaltung mit Stationen und Wetterschutz aufgebaut.

### Besucher- und Informationszentrum

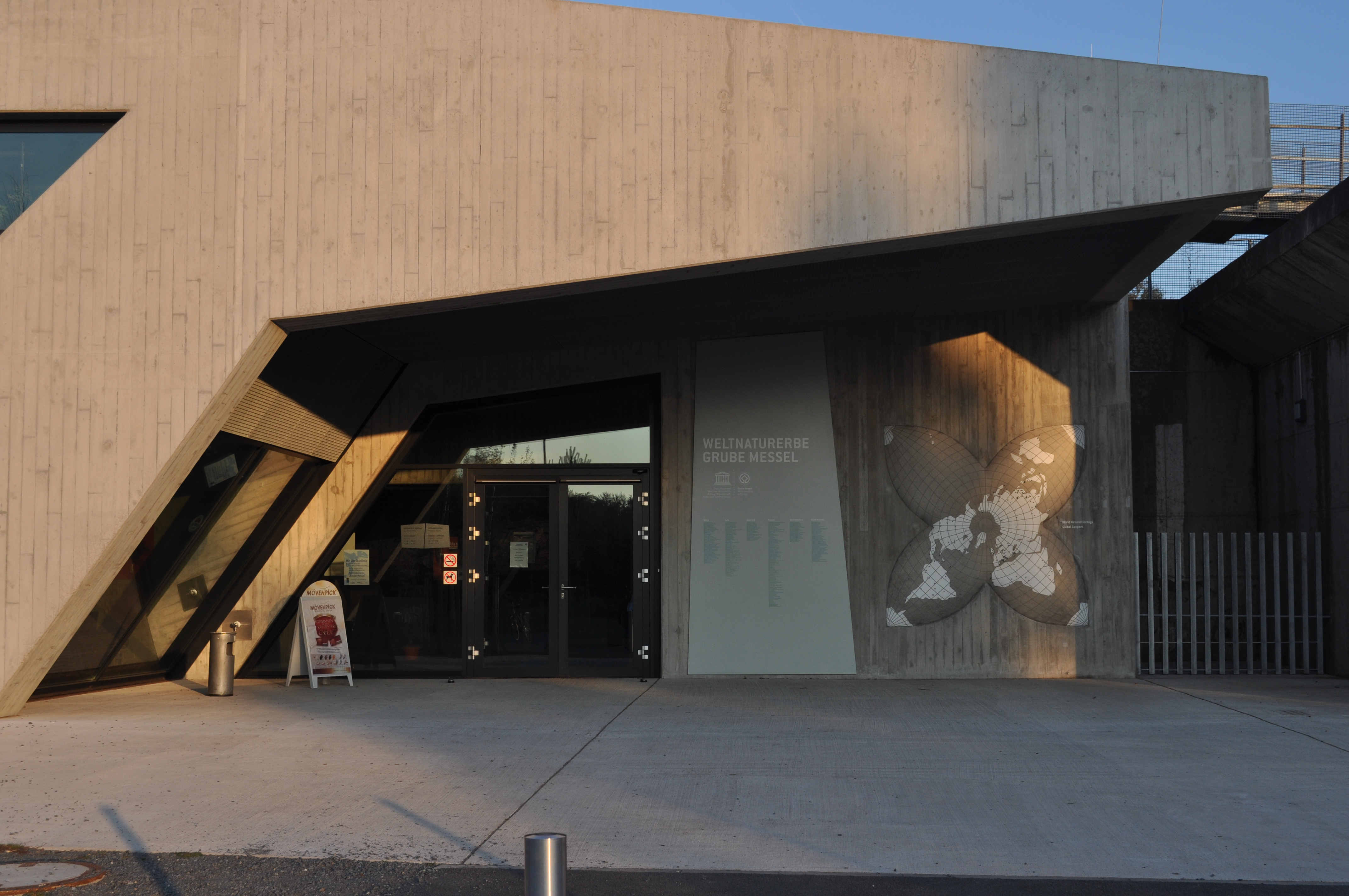
Eingang des Besucher- und Informationszentrums

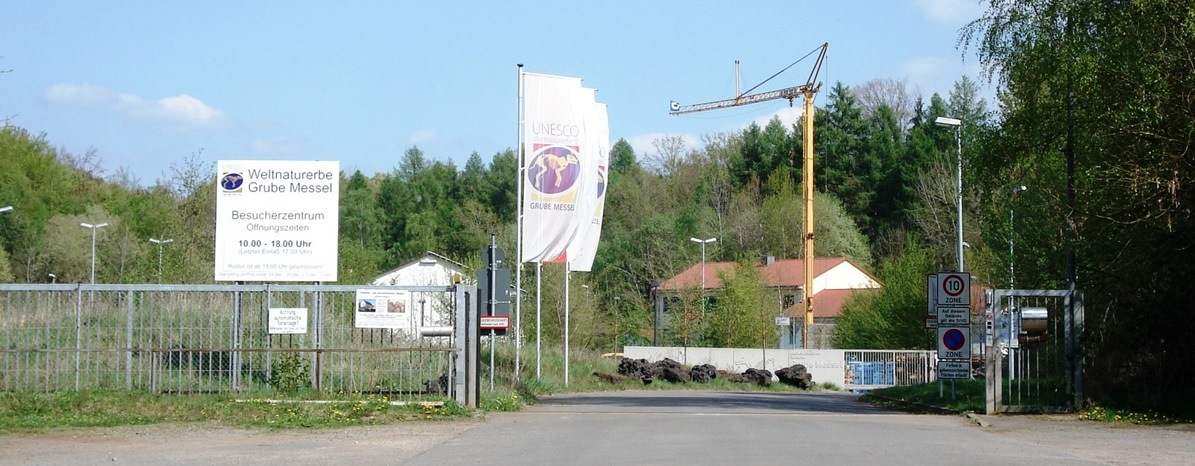
Einfahrt zum UNESCO-Weltnaturerbe Grube Messel

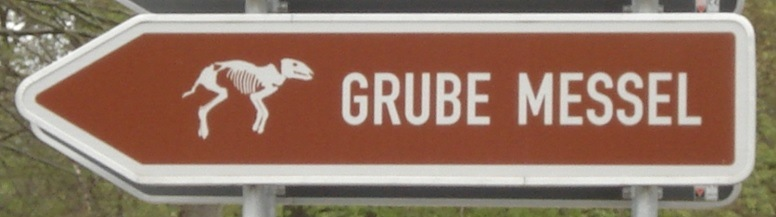
Wegweiser zur Grube Messel mit „Urpferdchen“

Ein Besucher- und Informationszentrum direkt am Rand der Grube Messel wurde im August 2010 eröffnet. Die Architektur des Gebäudes und die Außenraumgestaltung ist von der Schichtung des Ölschiefers abgeleitet. Es wurde vom Architekturbüro Landau + Kindelbacher und dem Landschaftsarchitekturbüro Keller Damm Roser aus München entworfen. Die Besucher „durchwandern“ die Erdschichten. Jährlich wurden rund 100.000 Besucher erwartet. Der tatsächliche Besucherzuspruch blieb mit rund 40.000 Besuchern jährlich weit unter diesen Erwartungen.
2011 wurden 500 Negative und Glasplatten von Kurt Röhrig erworben, die wahrscheinlich 1949 vom Abbau und Betrieb in der Ölschiefergrube gemacht wurden.

### Ausstellungen
- Fossilien- und Heimatmuseum Messel: Im früheren Rathaus der unmittelbar benachbarten Gemeinde Messel werden die Bergbaugeschichte der Grube und originale Fossilien gezeigt.
- Hessisches Landesmuseum Darmstadt: In der Geologischen Abteilung im ersten Stock werden herausragende Fossilien mit einem Diorama der Grube zur Zeit des Eozäns in Verbindung gebracht. Darin findet sich auch die Rekonstruktion des in Messel gefundenen pferdeartigen Propalaeotherium.
- Senckenberg Naturmuseum: In Frankfurt am Main können sich Besucher eine umfangreiche wissenschaftliche Ausstellung mit Funden ansehen. Insbesondere neuere Verfahren der Präparation sind ausgestellt.

### In der Literatur
Die Grube Messel ist ein zentraler Schauplatz in Bernhard Kegels Science-Fiction-Roman Das Ölschieferskelett.

## Filme
- Schätze der Urzeit – Müll der Neuzeit. Dokumentation, Deutschland 1985, 29 Min. Film von: Uschi Madeisky und Klaus Werner, Produktion: ZDF, Erstausstrahlung 27. April 1985.
- Die Grube Messel – Tropenwald im Eozän. Dokumentation, Deutschland 2002, 7 min. Buch, Regie, Kamera und Ton: Heribert Schöller. Produktion: hr-Naturmagazin “service: natur”, Erstausstrahlung 26. Januar 2002 Inhaltsangabe
- Ein Fenster zur Urzeit. Die Grube Messel. Dokumentation, Deutschland, 2008, 45 Min., Buch und Regie: Götz Balonier, Produktion: hr, Erstausstrahlung 15. April 2008
- Die Grube Messel. Dokumentation, Deutschland, 1997, 15 Min., Buch und Regie: Josef Becker, Produktion: SWR, Reihe: Schätze der Welt (Folge 95) Online-Video
- Urzeit am Geistersee. Auf der Suche nach dem Messel von heute. Dokumentation, Deutschland 2009, 43 Min., Regie: Klaus Sparwasser, Iris Sparwasser, ZDF
- Die geheime Entdeckung. Das Fossil und seine Botschaft. Dokumentation, Deutschland, 2009, Erstausstrahlung am 31. Mai 2009, 45 Min., Film von Anthony Geffen, Produktion: ZDF, Reihe: Terra X, Online-Video

## Galerie

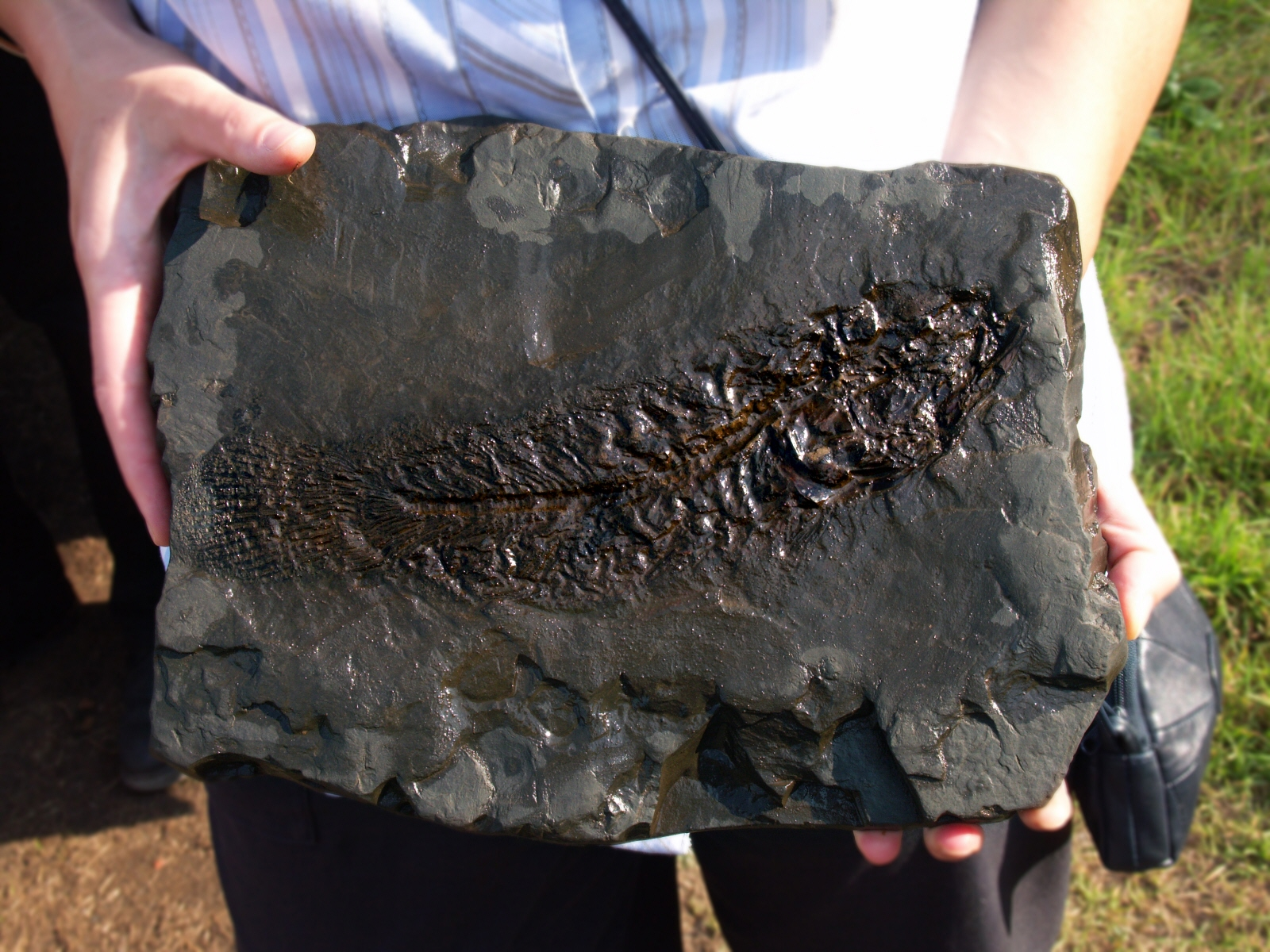
Cyclurus kehreri, ein enger Verwandter des Kahlhechts
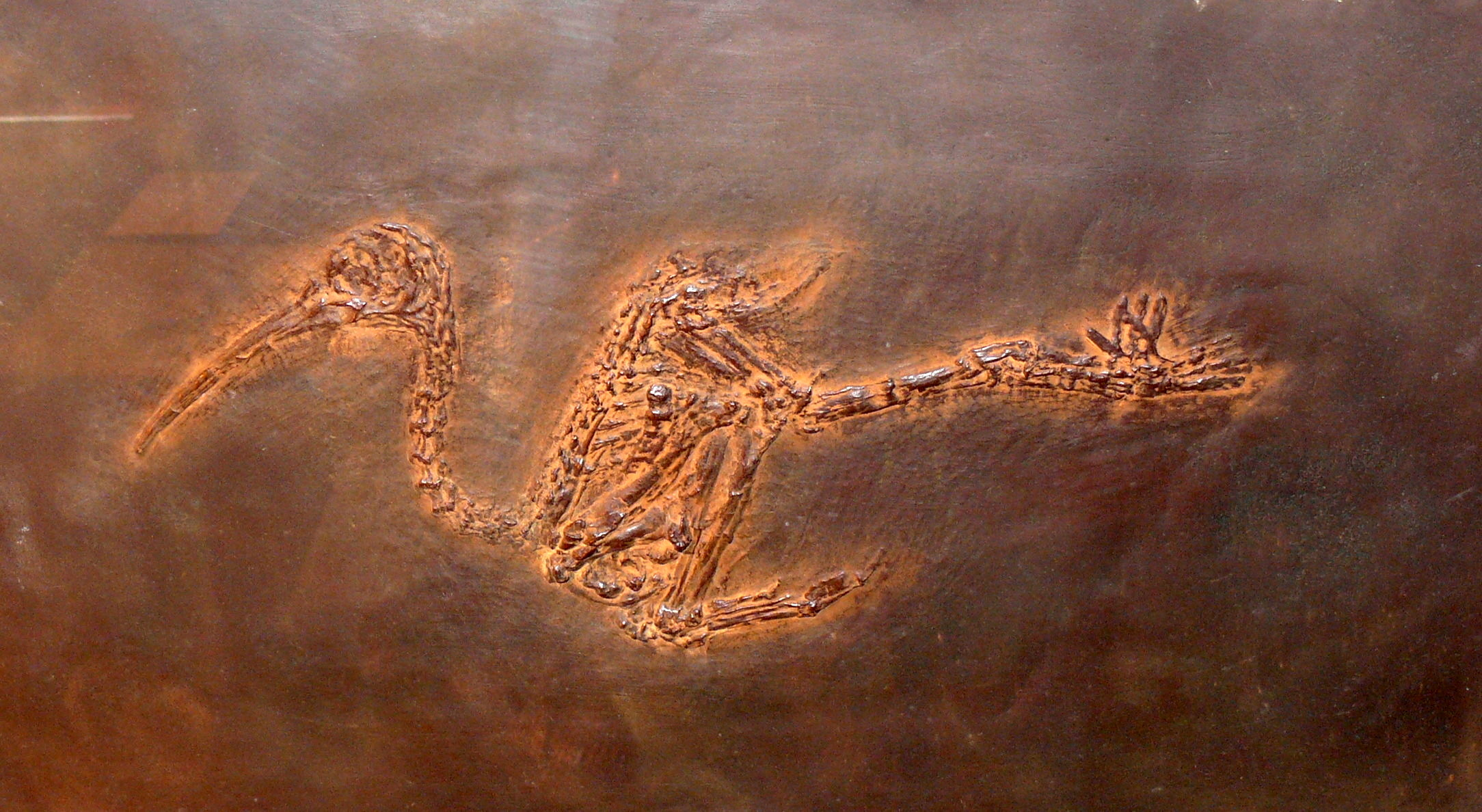
Rhynchaeites messelensis, ein Ibis
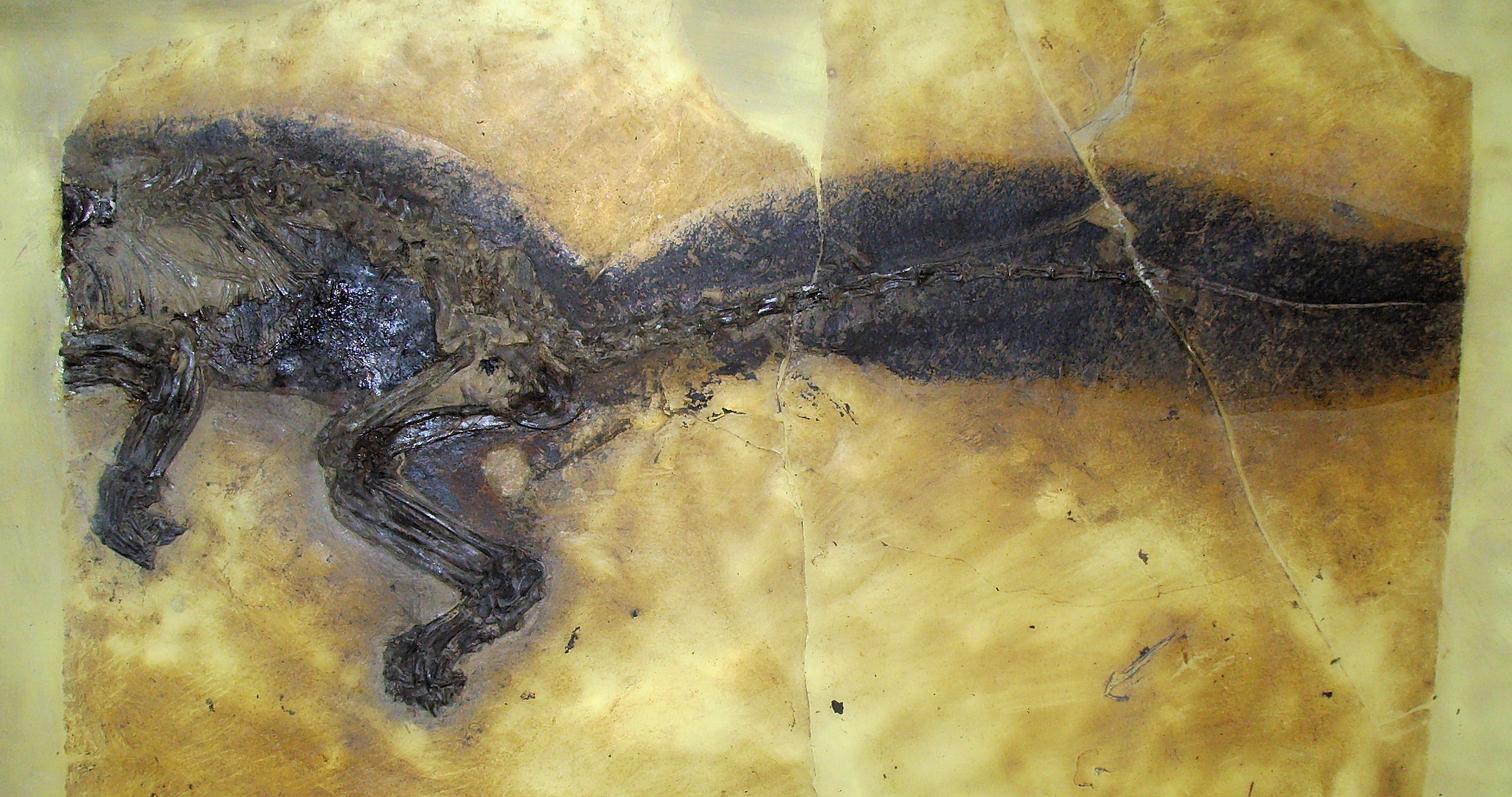
Kopidodon macrognatus mit schattenartiger Erhaltung des buschigen Schwanzes (Sammlung Forschungsinstitut Senckenberg)
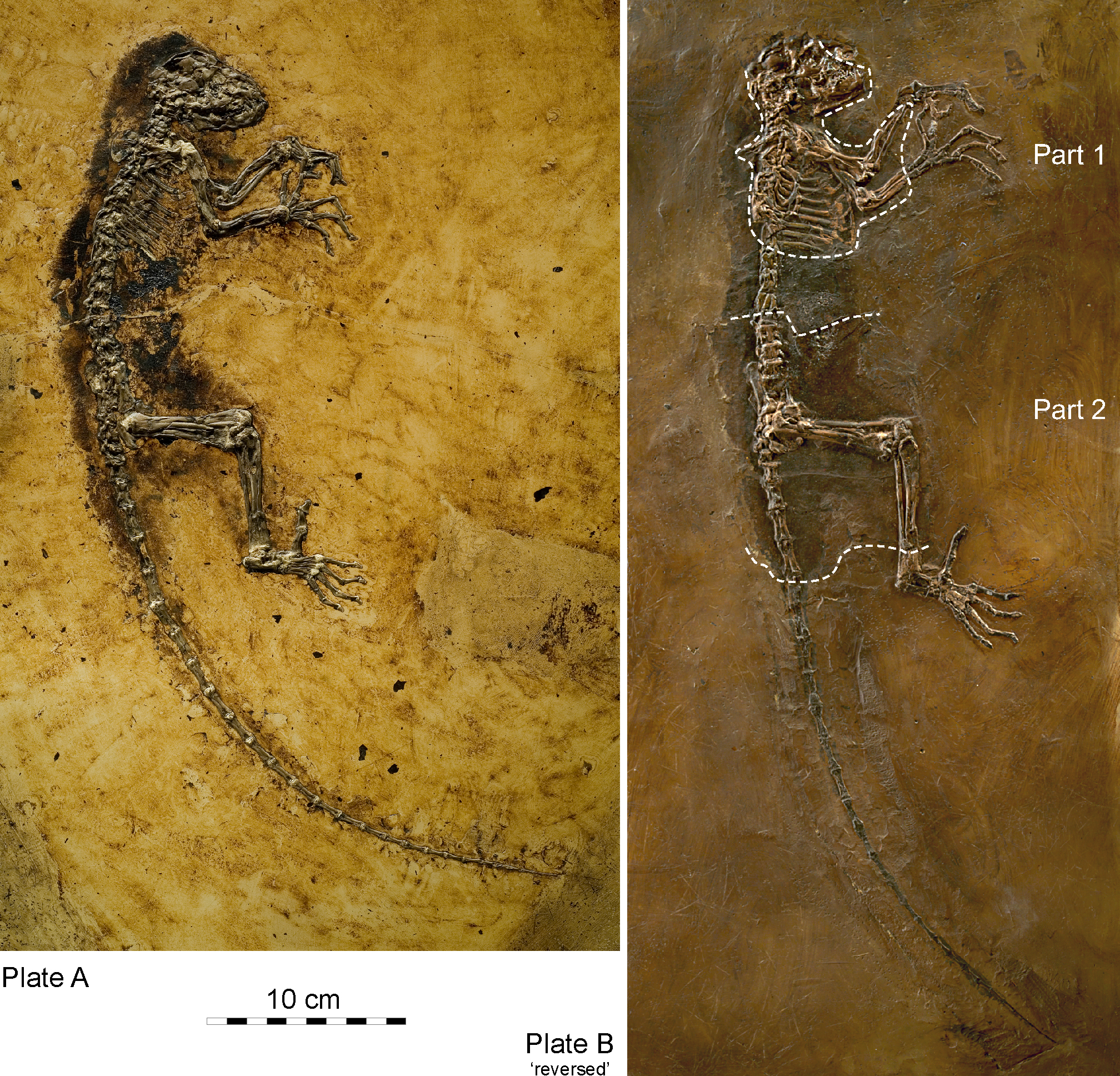
Darwinius masillae, rechte und linke Seite des Holotyps („Ida“)